# ドイツにおける1848年革命

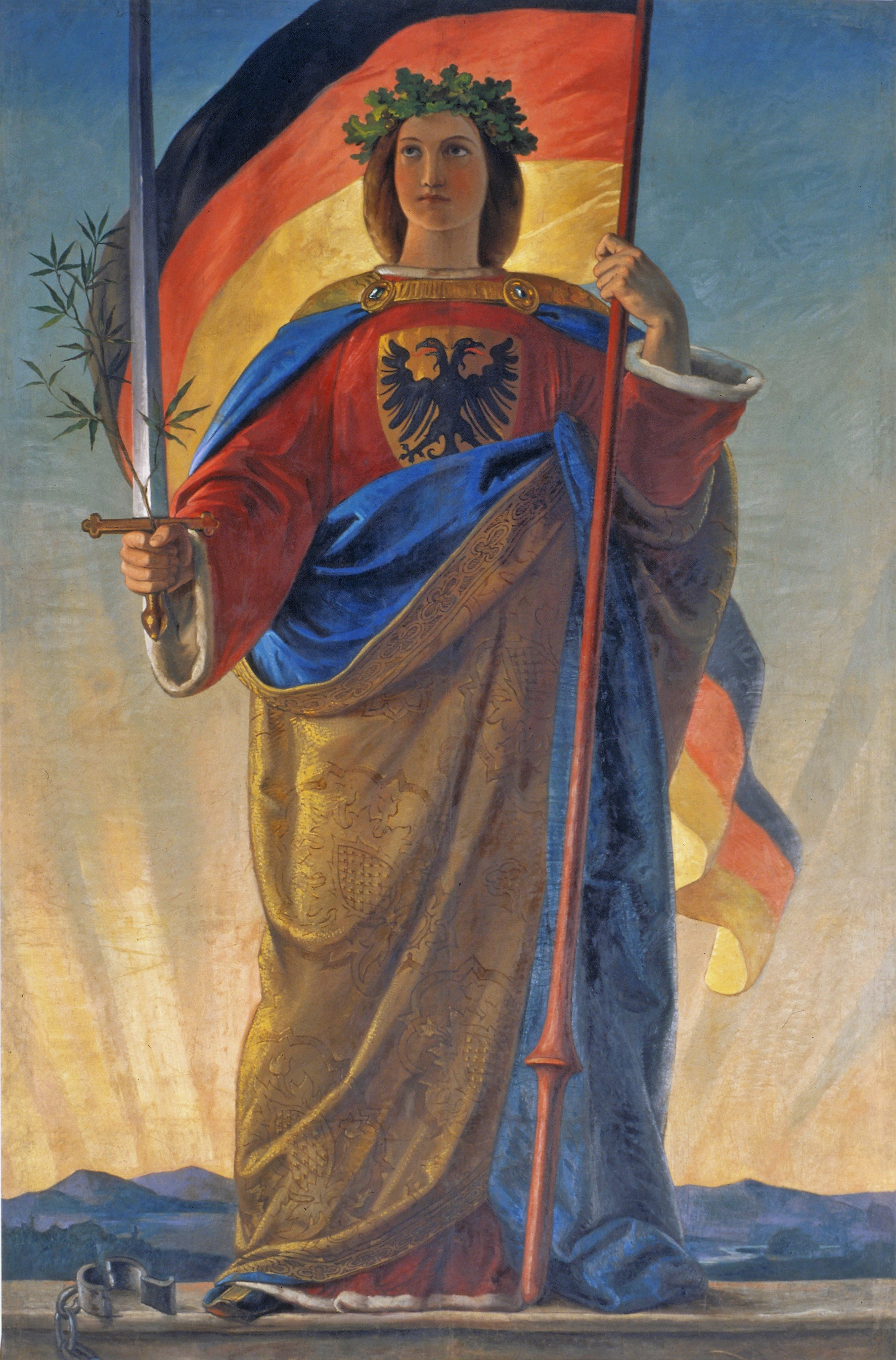
『ゲルマニア』、フィリップ・ファイト画、1848年

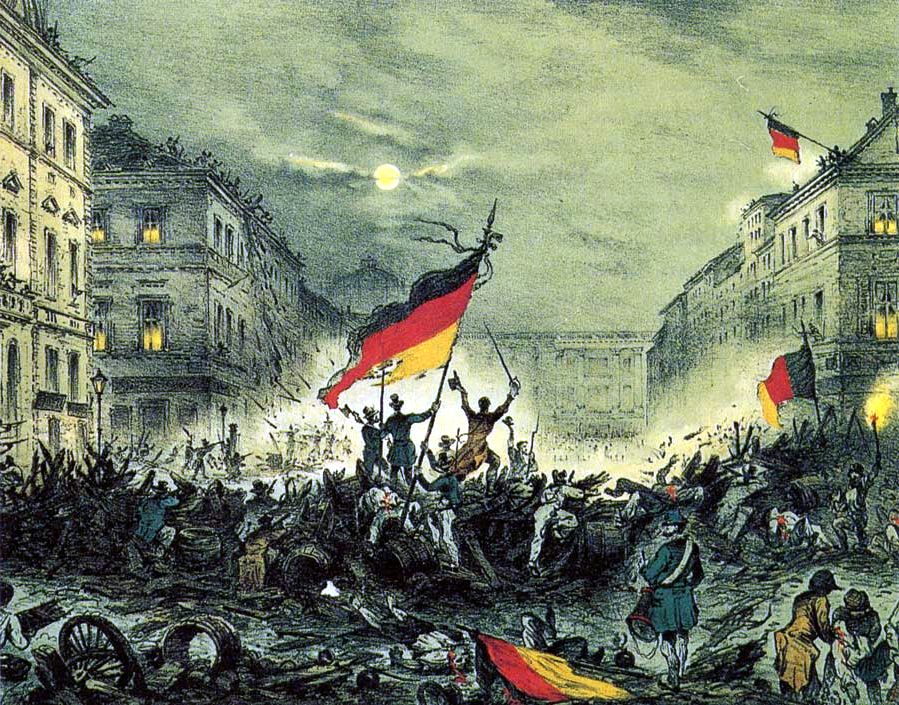
ドイツ国旗の起源となった黒・赤・金旗を振る市民（ベルリン三月革命）

1848年革命下のヨーロッパ

ドイツにおける1848年革命（ドイツにおける1848ねんかくめい、ドイツ語: Revolution 1848/1849 in Deutschland、英語: Revolutions of 1848 in the German states）または三月革命（さんがつかくめい、ドイツ語: Märzrevolution、英語: March Revolution）は、ヨーロッパ諸国に起こった1848年革命のうち、オーストリア帝国を含むドイツ連邦各地に起こった連鎖的抗争。旧神聖ローマ帝国のドイツ系領域を引き継いだがいまだ39か国の独立国の連合にすぎなかったドイツ連邦の中にあって、革命においては汎ゲルマン主義が鼓舞され、伝統的・専制的政治体制への国民的不満、ドイツ関税同盟への国民的期待が表明された。
革命において、中産階層は自由主義に傾倒していたが、労働者階層はその労働・生活条件の急進的改善を要求しており、両者の革命の方向性の対立から、保守的王侯貴族による反革命が成功した。自由主義者は政治的迫害を逃れるために亡命を余儀なくされ、多くはアメリカ合衆国に移住してウィスコンシン州やテキサス州に落ち着き、フォーティエイターズと呼ばれた。

## 革命の背景

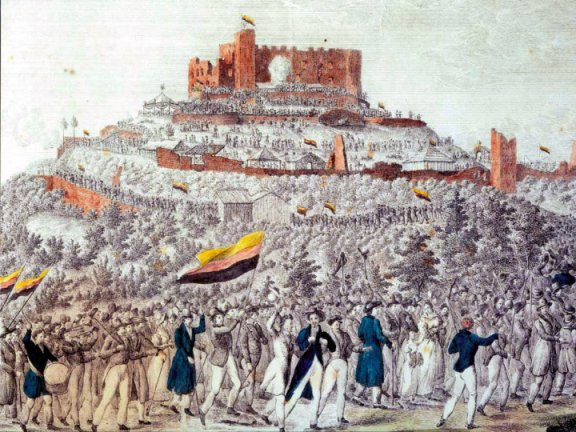
1832年のハンバッハ祭、ハンバッハ城への行列

ナポレオン敗北以降のウィーン体制ではフランス革命以前への復古が目指された。ドイツでは、オーストリア帝国主導でかつての神聖ローマ帝国の領域にほぼ合致したドイツ連邦（Deutscher Bund）が成立した。しかし、ドイツ連邦はかつての神聖ローマ帝国の再興とはいいがたく、ナポレオン統治下の陪臣化で消滅した群小諸邦の君侯は復位できなかった。また、従来の領邦国家体制と変わらず、ドイツ解放戦争で一体となって戦い、国民的な国家を期待していたドイツ国民は失望した。ライン川西岸一帯のラインラントはプロイセン王国に割譲され、また、プロイセンはオーストリア主導に反発を強めた。
エルンスト・アルントの発案で1814年10月に諸国民戦争（ライプツィヒの戦い）1周年記念式典が催され、最初のドイツ国民祝祭となった。ドイツ解放戦争に志願兵として参加した学生たちはドイツ国民の統一国家を期待していたが、ウィーン体制ではドイツの君主国諸国家への分裂を固定化されたため不満を抱いて、ブルシェンシャフト学生運動を展開した。1815年に結成されたブルシェンシャフト主流派のイェーナ大学の結社は愛国心の涵養と心身練磨をはかり、ギーセン大学のカール・フォレンはドイツに自由で平等な共和国を目指した。
1819年3月には、ブルシェンシャフトの自由主義と愛国思想を雑誌で揶揄した作家アウグスト・フォン・コツェブー（August von Kotzebue）が、ロシアのスパイとして過激派の学生に暗殺された。この事件以後、メッテルニヒは1819年9月20日のカールスバート決議で学生運動と自由主義運動の弾圧を決定し、出版法による検閲制度、大学法、捜査法などによる革命運動の取締りをドイツ連邦全土で強化した。1848年の3月革命まで出版は制限され、新聞や雑誌の発行部数は激減したが、出版に代わって祝典や集会が盛んに行われるようになった。また急進派は地下に潜り、1833年4月にはフランクフルトで衛生兵襲撃事件が起こった。
1832年のハンバッハ祭は、重税や政治的抑圧に対する社会不安の高まりを反映したものであった。ハンバッハ祭では、共和主義者が共和主義運動とドイツ語話者間の連帯の象徴として黒・赤・金の三色（今日のドイツ国旗の配色）を採用した。
自由主義的改革運動はドイツ諸邦に広まり、革命に発展することとなった。1848年2月22日から同24日までの三日間、フランスのパリにおいて労働者や手工業者が街頭デモを行った結果、フランス国王ルイ＝フィリップが退位してイギリスに亡命した、いわゆる二月革命もこれを誘発した。
ウィーンにおいて1848年3月13日に行われた大規模なデモの結果、オーストリア皇帝フェルディナント1世に仕える宰相メッテルニヒが辞任してイギリスに亡命し、これを発端として革命がオーストリアやドイツで勃発し、ヨーロッパ全体に広まった。このため、ドイツにおける諸革命を総称して三月革命 (Märzrevolution) とも呼ばれる。
ドイツ諸邦の諸君主の中には、フランス国王ルイ＝フィリップの二の舞を恐れて、一時的にせよ革命勢力の要求のいくつかを受け入れた者もいた。西南ドイツでは民衆集会や大衆デモが行われ、出版の自由、結社の自由、成文憲法、人民武装、統一議会等が要求された。

## 革命の始まり

### バーデン
バーデンは1811年に即位した大公カールの下で1818年に自由主義的な憲法 (バーデン大公国憲法典: Verfassungsurkunde für das Großherzogtum Baden) を制定していたが、同年に即位した大公ルートヴィヒ1世の下で1825年に反動的な改正が行われた。1830年、バーデンの新大公にレオポルトが即位すると、その治世下で憲法、民法、刑法の自由主義的改革が行われ、バーデンは1832年にプロイセン主導の関税同盟に加盟合意した。1848年2月にパリで革命が成功したことが報じられると、オーストリアやドイツ諸邦を含むヨーロッパ全体で蜂起が起こることとなった。
自由主義的改革を行ってきたにもかかわらず、ドイツにおける最初の民衆暴動はバーデンで起こった。バーデンはドイツで最も自由主義的な地の1つとなっていたのである (de:Badischer Liberalismus) 。パリの二月革命の報が入ると、バーデンでは農民が領主の館を焼き討ちするなどの事件が散発した。
1848年2月27日、バーデンのマンハイム民衆集会が権利章典を要求する決議を採択した。同様の決議は、ヴュルテンベルク、ヘッセン＝ダルムシュタット、ナッサウその他のドイツ諸邦でも採択された。これらの運動に対する民衆の圧倒的支持に押されて、支配層はこれらのいわゆる「三月要求」の多くをほぼ無抵抗で受け入れることとなった。

### オーストリア

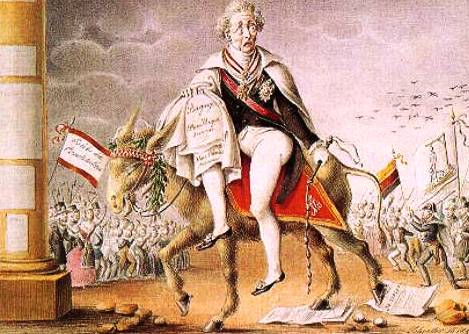
メッテルニヒ亡命の風刺画（1848年3月）

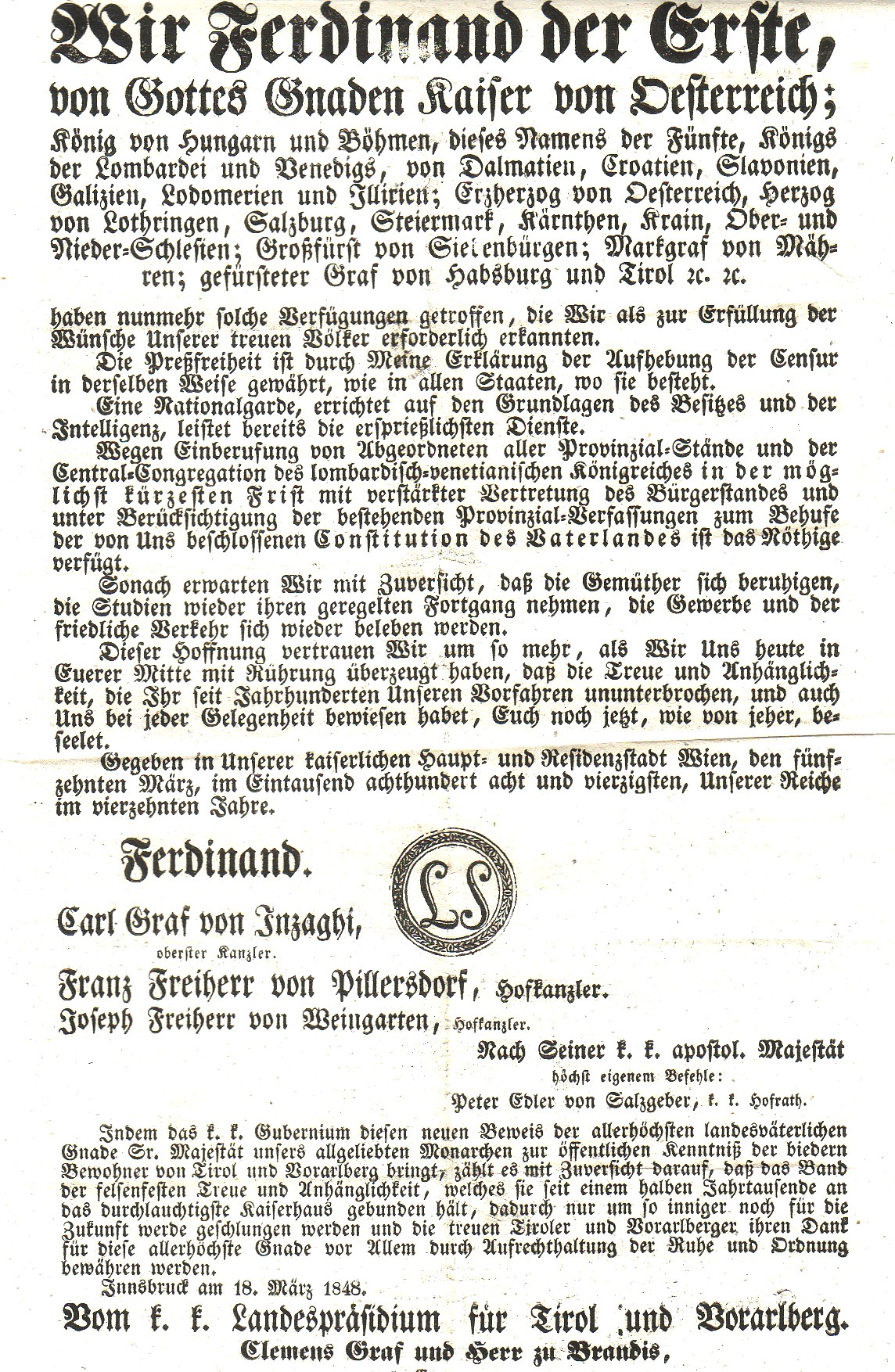
1848年3月15日のフェルディナント1世の憲法の約束

1848年当時、オーストリアはドイツ連邦の議長国であり、1806年にナポレオンに解体されて以来1815年のウィーン会議においても再興されることのなかった神聖ローマ帝国の継承国と見なされていた。1815年から1848年までオーストリアの政治は宰相メッテルニヒに牛耳られていた。
1848年3月13日、ウィーンにおいて学生が大規模な街頭デモを起こし、ドイツ語圏で報じられた。これに先立つ1848年2月9日、バイエルンにおいてローラ・モンテスに対するデモが行われていたが（後述）、これは先駆的ながら小規模な事件にすぎず、1848年のドイツにおける大規模な反乱はウィーン三月革命が最初となった。デモを起こした学生は、大学礼拝堂において1848年3月12日の日曜日に行われた自由主義的な司祭のアントン・フュスターによる説教に触発されたもので、男子普通選挙による憲法制定議会と憲法制定を要求した。
皇帝フェルディナント1世と宰相メッテルニヒは軍隊を導入してデモを鎮圧しようとしたが、デモ隊が宮殿近くの通りに進んだ時、軍隊が学生に発砲して数人の死者を出した。ウィーンの新興労働者階層が学生に加勢してデモは武装反乱に発展し、下オーストリア州会議事堂においてメッテルニヒの辞任が要求された。メッテルニヒを擁護する勢力はなく、フェルディナント1世も不承不承メッテルニヒを解任した。メッテルニヒはロンドンに亡命した。
フェルディナント1世は自由主義色のある新内閣（コロヴラート＝リープシュタインスキー内閣）を組閣した。オーストリア政府は1848年4月末に憲法 (Verfassungsurkunde des österreichischen Kaiserstaates, 通称ピラースドルフ憲法: Pillersdorfsche Verfassung) を発布したが、大多数に選挙権を認めないものであったため、民衆はこれを拒否した。革命勢力の中央委員会 (de:Zentralkomitee) に対する解散命令への反発から、1848年5月15日に第二次ウィーン蜂起が起こり、フェルディナント1世は一家でインスブルックに避難して、忠誠心のあるチロルの農民に囲まれながら数か月をそこで過ごした（その後も混乱は続き、学生軍団に対する解散命令への反発から、1848年5月26日から同27日にかけて、ウィーン市民は再び街頭に繰り出して、軍隊の攻撃に備えたバリケードを築いた）。
フェルディナント1世は1848年5月16日と1848年6月3日に2つの宣言を発表し、民衆への譲歩を宣言した。第一は憲法で設置を約束した帝国議会を民選の憲法制定帝国議会に転換する宣言、第二はドイツの統一と再編に取り組む宣言であるが、後者はあまり具体的ではなく一般的な宣言にとどまった。

### プロイセン

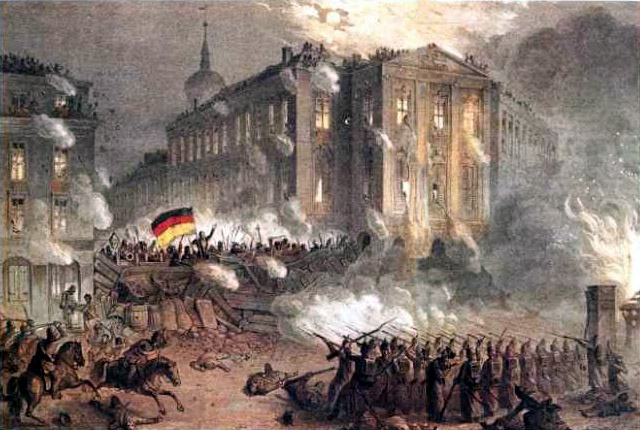
アレクサンダー広場の市街戦（1848年3月18日）

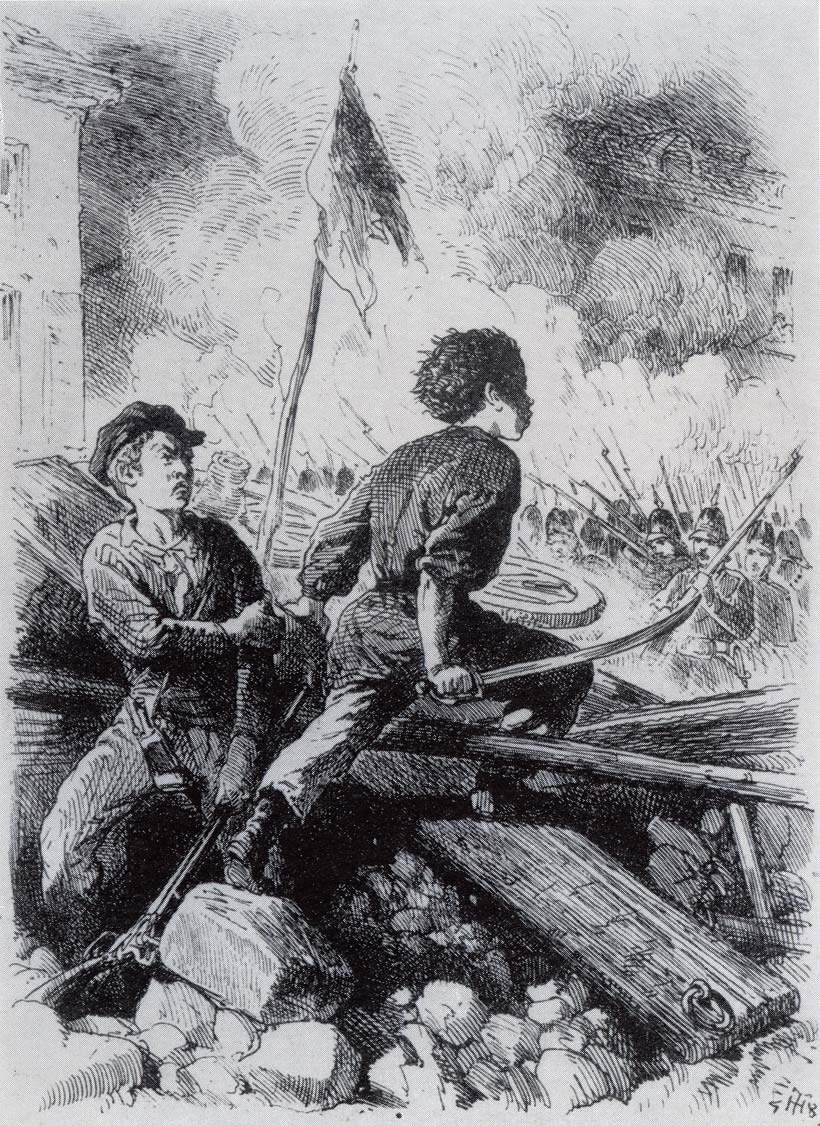
ベルリン市内のバリケード戦に参加する少年兵

1848年3月6日、ベルリンにおける最初の暴動が起こり、プロイセンにおける三月革命が始まった。3月13日、軍隊がティーアガルテンの集会から戻った民衆と衝突し、1人目の死者と多数の負傷者を出すこととなった。
3月18日、群衆が「国王に対する請願」 (Adresse an den König) の形でその要求を提出するためベルリン市内で集合し、大規模なデモが行われた。ベルリン王宮前に押しかけられた国王フリードリヒ・ヴィルヘルム4世は、連合州議会の召集、憲法、出版の自由を含むデモ隊の全要求に譲歩する勅令を発した。しかし、2発の銃声が鳴り、群衆は2万人の兵士の側から狙撃されたものと恐れてバリケードを築いた。市街戦が始まり、13時間後に軍隊が撤退を命じられるまで続いて数百人の死者を出すこととなった。3月19日、フリードリヒ・ヴィルヘルム4世は新内閣（アルニム＝ボイツェンブルク暫定内閣、3月29日にカンプハウゼン内閣に交代）を組閣して社会不安の払拭を図り、市民の武装も承認した。
3月20日、当時プロイセンの支配下に置かれていた旧ポーランド領において反乱を計画した疑いで投獄されていたポーランド人の囚人が釈放されてベルリン市中の行進を行い、民衆から歓呼で迎えられた。3月21日、国王は大臣や将軍とともに黒・赤・金の革命の三色の記章を身に着けて市中の行進を行い、「プロイセンは今後ドイツに昇華する」 (Preußen geht fortan in Deutschland auf) と約束した。3月22日、市街戦で犠牲となった市民のためにフリードリヒスハイン共同墓地において集団葬儀が行われた。市街戦の死者254人がジャンダルメンマルクトで棺台の上に安置され、約4万人がフリードリヒスハインの墓地まで葬送を行い、国王も死者に頭を下げた。
1848年5月22日、ベルリンでフランクフルト国民議会とは別の民選議会が初めて開会した。選挙は、連合州議会により制定された普通選挙・二段階間接選挙の投票方法を容認する1848年4月8日の選挙法 (Wahlgesetz für die zur Vereinbarung der Preußischen Staatsverfassung zu berufende Versammlung vom 8. April 1848) に基づき、5月1日、フランクフルト国民議会の選挙と同時に行われた。同議会はプロイセン国民議会と呼ばれ、議員の多くはブルジョワジーないし自由主義的な官僚であった。同議会の任務は「国王との協定により」 (durch Vereinbarung mit der Krone) 憲法を制定することであった。

### ヴィエルコポルスカ
ヴィエルコポルスカ（大ポーランド）は厳密にはドイツ諸邦ではないが、おおよそ対応した領域はポズナン大公国として、18世紀末の第1次・第2次ポーランド分割以降プロイセンの支配下に置かれていた。1848年ヴィエルコポルスカ蜂起（ポズナン蜂起とも呼ばれる）が1848年3月20日に始まり、プロイセン軍に対してルドヴィク・ミエロスワフスキ率いるポーランド人部隊が反乱を起こしたが失敗に終わり、プロイセンはヴィエルコポルスカ地方をポーゼン州として併合することとなった。

### バイエルン
バイエルンでは、国王ルートヴィヒ1世が、貴族も教会も好まざるところの踊子で女優のローラ・モンテスを公妾として寵愛し、その開かれた関係のために名声を失っていた。ローラ・モンテスはプロテスタントの首相エッティンゲン＝ヴァラーシュタインを通じて自由主義的改革を始めようとし、国内のカトリックの保守派を憤慨させた。2月9日、保守派は街頭で抗議の声を上げた。この1848年2月9日のデモは革命の年に起こった最初の事件であったが、自由主義的抗議運動の第一波ではなかった。保守派はローラ・モンテスの放逐を望み、その他の政治的指針をもたなかった。自由主義的な学生はローラ・モンテス事件を利用して政治的変革のための要求を鼓舞した。他の諸都市において学生がしていたのと同様に、バイエルンのあちこちで学生が立憲的改革を求めるデモを行った。
ルートヴィヒ1世は新内閣（ヴァルトキルヒ内閣）を組閣するなど若干の改革を実施したが、抗議の嵐を鎮めるのには不十分であった。1848年3月16日にローラ・モンテスの再入国に対する暴動が起こり、3月20日にルートヴィヒ1世は長男のマクシミリアン2世に譲位した。ルートヴィヒ1世は「私はもはや統治できなかったが、私は加判人（王太子）を差し出したくなかった。奴隷にならないためにも、私はフライヘル（下級貴族、自由身分）になったのだ。」 (Regieren konnte ich nicht mehr, und einen Unterschreiber abgeben wollte ich nicht. Nicht Sklave zu werden, wurde ich Freiherr.) とこぼした。1848年革命で退位したドイツの領邦君主はルートヴィヒ1世のみである。多少の民衆的な改革は取り入れられたが、政府は支配権を完全に取り戻した。
なお、マックス・オフュルスの1955年の映画『歴史は女で作られる』の後半では、バイエルン国王ルートヴィヒ1世の著名な公妾問題から1848年の蜂起で退位に至るまでが莫大な費用をかけて描かれている。

## フランクフルト国民議会
バーデン（西南ドイツ）のハイデルベルクにおいて、1848年3月5日、ドイツの自由主義者の一団がドイツ国民議会の選挙の計画を立て始めた。まもなく起こったウィーン三月革命はドイツ諸邦における革命の起爆剤となり、民衆からの民選代議政治とドイツ統一の要求に対して、危機感を覚えたドイツ諸邦の王侯貴族の一部は改革要求に譲歩した。準備議会の召集も認められ、1848年3月31日から1848年4月4日にかけてフランクフルトのパウロ教会において「ドイツ国民の基本的諸権利と諸要求(Grundrechte und Forderungen des deutschen Volkes)と題する新憲法が起草された。準備議会議員の大多数は立憲君主主義者であった。
バーデンはフリードリヒ・ヘッカー、グスタフ・シュトルーヴェら2人の民主主義者を準備議会に送ったが、2人は進歩的でない議会に失望し、抗議する形で4月2日に退場した。抗議の退場やドイツにおける革命の激化に拍車をかけられて、準備議会は汎ゲルマン主義的（全国的）な国民議会の自由選挙を要求する決議を可決し、ドイツ諸邦は同意した。1848年4月8日、準備議会は普通選挙・二段階間接選挙の投票方法を容認する選挙法を承認した。

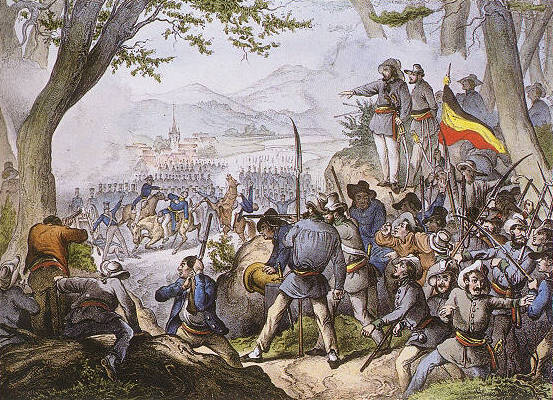
カンダーンの戦い

ヘッカーとシュトルーヴェの帰国後、バーデンでは共和主義者による騒擾の扇動が続いていた。暴動の拡大を恐れて、バーデン政府は軍備を増強し、隣邦に支援を求め始めた。バーデン政府は反乱を鎮圧すべく、騒擾の指導者であるジャーナリストで民主主義者のヨーゼフ・フィックラーを逮捕した。この逮捕には憤慨と抗議の声が上がり、1848年4月12日に全面蜂起のヘッカー蜂起が起こった。バーデン政府はヴュルテンベルク軍やヘッセン＝ダルムシュタット軍の支援を得て、1848年4月20日、カンダーンにおいてフリードリヒ・ヘッカー率いる革命軍を鎮圧することに成功した。1849年5月にもバーデンで革命運動が再燃したが、これはプファルツにおける蜂起（後述）と深く関わっていた。

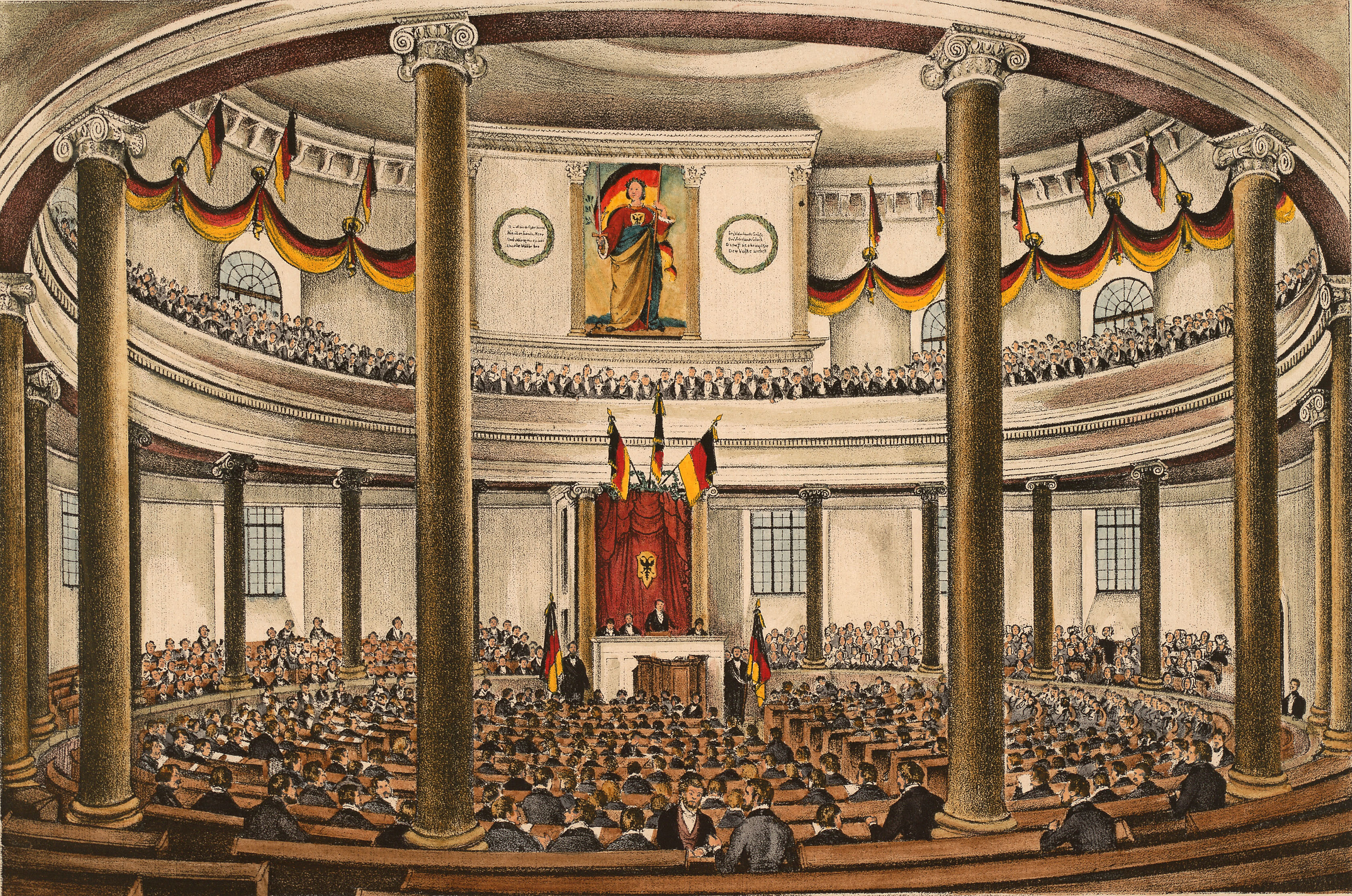
パウロ教会で開かれた国民議会

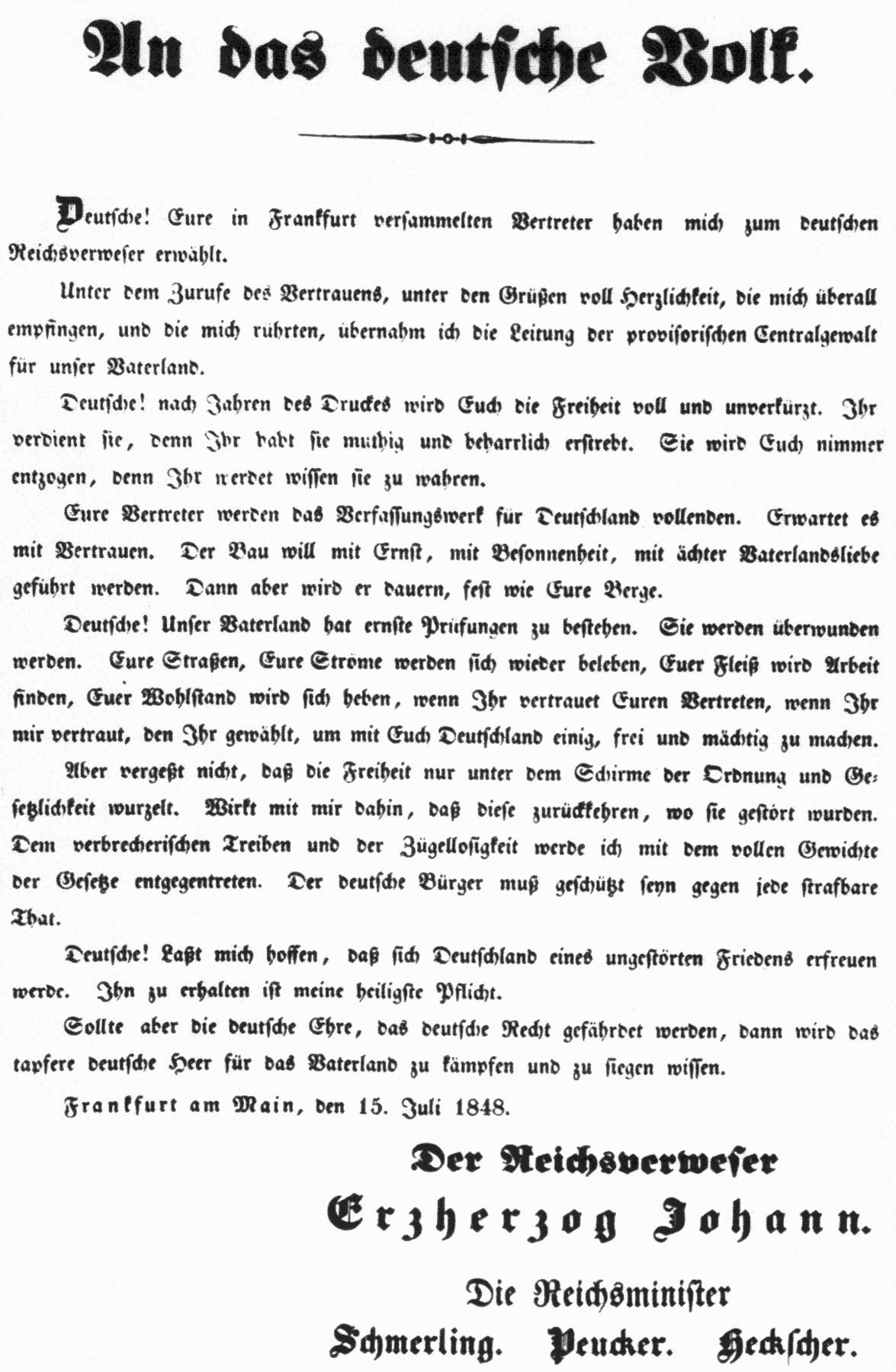
帝国摂政に就任したオーストリア大公ヨハンのドイツ国民への宣言

1848年4月末から5月初めにかけてドイツ諸邦からフランクフルト国民議会の議員が選出され、議員の構成は官僚122人、判事95人、弁護士81人、教師103人、製造業者および卸売業者17人、医者15人、地主40人であった。議会の大多数は自由主義者であり、職業政治家はごく少数であった。
1848年5月18日、フランクフルト国民議会がフランクフルト・アム・マインのパウロ教会に召集された。議員の多くが教授、教師ないし大学出身者であったことから「教授会議」 (Professorenparlament) と呼ばれた。フランクフルト国民議会議員に選出された者の中には、中央右派のジャーナリストのカール・マーティもいた。自由主義政治家のハインリヒ・フォン・ガーゲルン議長の下、国民議会はドイツ統一への道を模索し、憲法制定に当たった。国民議会の副議長にはユダヤ人のガブリエル・リーサ−、治安委員会議長にはアドルフ・フェッシュホーフが就任し、その他ジーモン議員、ヤコービ議員などユダヤ人政治家が活躍した。
中心課題は分邦主義、汎ゲルマン主義に関わる地域紛争の支持、普墺両国の対立であった。オーストリア大公ヨハンが一時的な国家元首「帝国摂政」 (de:Reichsverweser) に選ばれ、臨時中央政府 (Provisorische Zentralgewalt) の設立が試みられたが、多くのドイツ諸邦が新政府を十分承認しなかったため、有名無実であった。
しかし、フランクフルト国民議会はドイツの支配階層の多種多様な利害を反映したため、党派対立が激しくなり、議員は協力して特定の目標を追求することができなかった。大ドイツ主義者対小ドイツ主義者、カトリック対プロテスタント、オーストリア支持者対プロイセン支持者等などの対立、そして民主的な憲法の制定という急進主義者と諸君主との協議による改革を求める自由主義者との対立があった
最初の対立は国民議会の目標について生じ、穏健な自由主義者は諸君主に提案すべき憲法（協定憲法）を起草することを望んだが、急進派は国民議会自ら憲法制定権力を宣言して憲法（民定憲法）を制定することを望んだ。両者は不一致を克服できず、国民議会は採決が不可能な状態となり、平行線の議論に陥った。フランス革命は既成の国民国家をてこにしていたが、1848年のドイツにおける民主主義的、自由主義的勢力は国民国家建設と憲法制定の必要を同時に迫られ、重荷を負わされていた。
ガーゲルン議長は中央右派の統一主義者の党派から強い支持を得ながら左派の穏健主義者への影響力もあり、議員のうち250人に影響力を行使できた。ガーゲルンはドイツ統一を強く主張したが、国民議会は反動を極める諸君主の合意を得る必要があった。その上、プロイセン王国だけが統一達成に必要な軍事力を保有していたが、ガーゲルンを含む国民議会の多くはプロイセンの思惑と専制政治に不信を抱いていた。諸君主の官公吏としての役職を失うことを恐れて、穏健な自由主義者は君民の協議によってのみ政治的進歩が導かれると即断した。
フランクフルト国民議会は諸君主に依存していた。議員の多くは地方の重役に就いており、急進的改革や主君の不興を買ったりすることを嫌い、軍資金を調達できなかったり、法案を可決しても実効性を確保できなかったりした。武装蜂起が必要だと信じる急進主義者は国民議会を去り、地方レベルで兵を募って「真の」革命を成し遂げようとしたが、官界につてなく金銭は調達できなかった。
フランクフルト国民議会はシュレースヴィヒ＝ホルシュタイン問題、第一次シュレースヴィヒ＝ホルシュタイン戦争を契機に崩壊していった。1848年3月21日、コペンハーゲンの民衆が自由主義的な憲法を要求して街頭で暴動を起こした（三月革命）。デンマーク領のうちホルシュタインとシュレースヴィヒ南部の住民の大多数はドイツ語話者であり、キールとホルシュタインの市民はコペンハーゲンで何が起こっているのか確信がなかったが、ドイツ諸邦と近い関係をもつ分離独立した邦の創設を目指す反乱を起こした。1848年3月24日、ホルシュタインに新しい臨時自治政府が樹立され、兵力7,000人のシュレースヴィヒ＝ホルシュタイン軍を召集した。ドイツ諸邦における統一論はシュレースヴィヒ、ホルシュタイン両公国併合を支持した。フランクフルト国民議会は1848年6月14日、ドイツ海軍「ライヒスフロッテ」の建軍に同意した。
プロイセンはこの独立運動に援軍を送ったが、イギリスとロシアが戦争を終結するように国際的圧力をかけるとフランクフルト国民議会を無視した。プロイセンはマルメで講和条約に調印し、両公国からの全プロイセン軍の撤退その他のデンマークの全要求が認められた。マルメ条約は国民議会でも論争となったが、1848年9月16日賛成多数により条約を承認した。この採決後に急進的な共和主義者は国民議会に対して公然と敵対し始めた。

## 反革命の台頭

### オーストリアの反革命

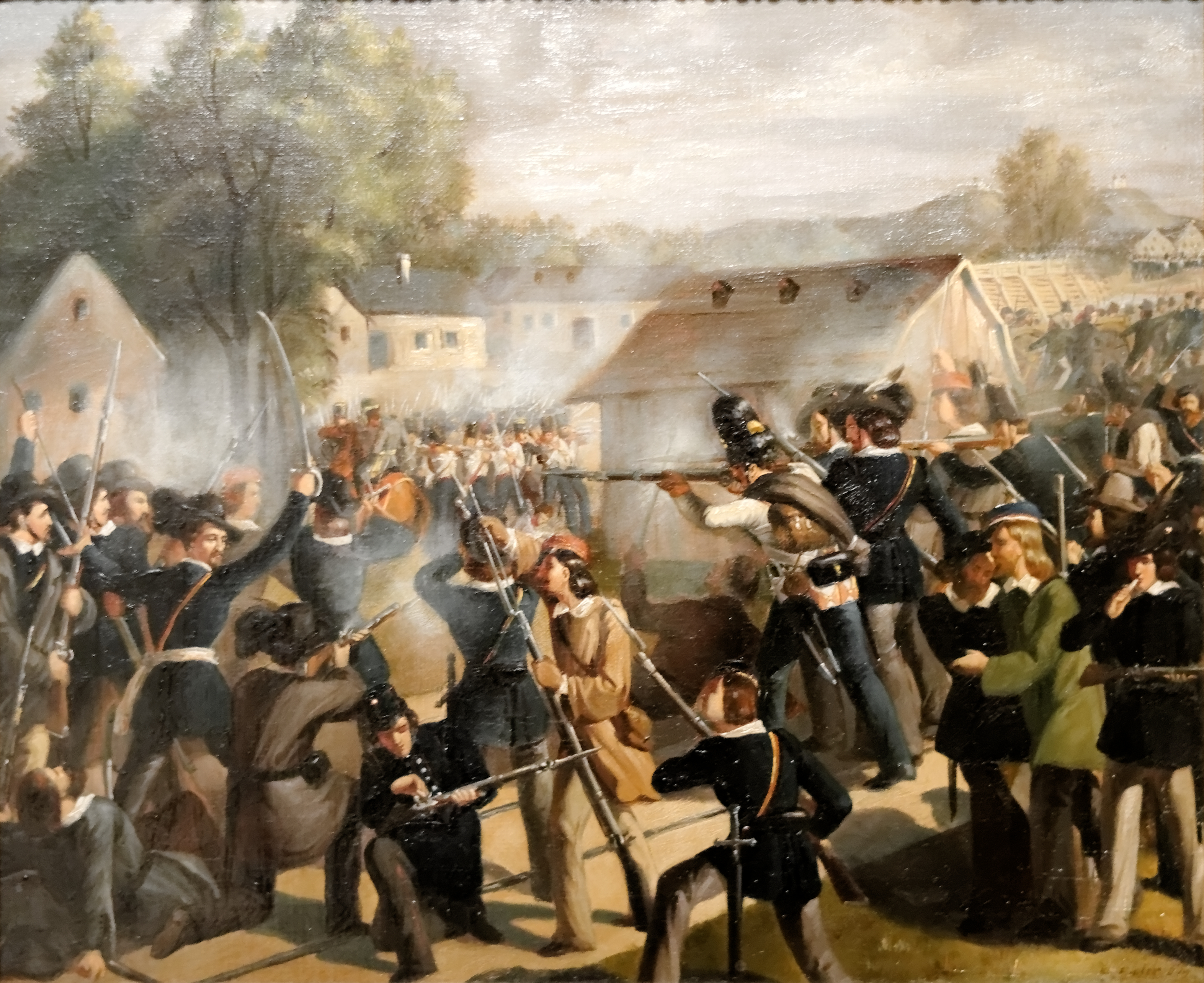
ウィーン十月蜂起（1848年10月）

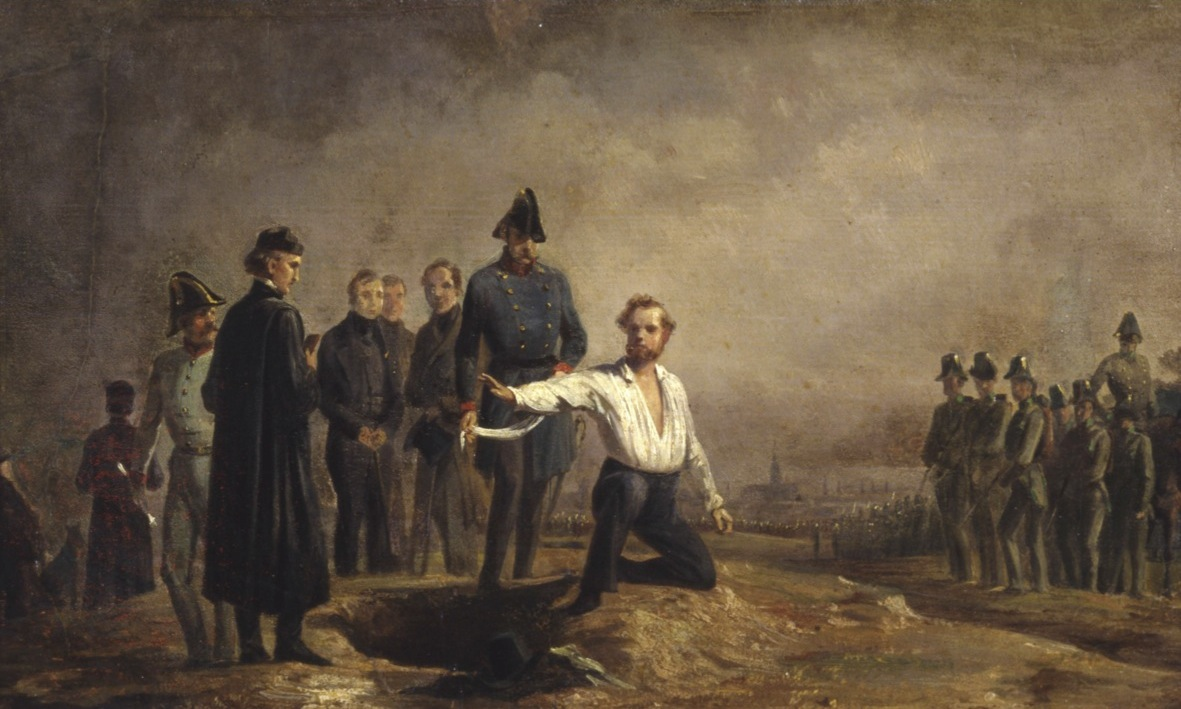
ローベルト・ブルームの処刑（カール・シュテフェック画、1848-1849年）

1848年6月16日にヴィンディシュ＝グレーツ指揮下のオーストリア軍がプラハ聖霊降臨祭蜂起を鎮圧し、7月25日にラデツキー指揮下のオーストリア軍がクストーツァの戦いでサルデーニャ軍に勝利すると、オーストリアの旧勢力は攻勢に転じた。
1848年8月12日、フェルディナント1世はインスブルックからウィーンに戻った。その直後の1848年8月21日、労働者階層の民衆は高失業率と賃金抑制の政令に抗議して街頭で暴動を起こした。1848年8月23日、オーストリア軍は非武装のデモ隊に発砲し、数人が撃たれた。
1848年9月末、皇帝フェルディナント1世（ハンガリー国王フェルディナーンド5世）は、ハンガリーの民主主義者の反乱を鎮圧するため、イェラチッチ指揮下のオーストリア・クロアチア軍を派遣した。1848年9月29日、オーストリア軍はパーコズドの戦いでハンガリー革命軍に敗れ、1848年10月6日から同7日にかけて、ウィーン市民は皇帝の命じたハンガリー出兵に反対するデモを行った。この結果、皇帝フェルディナント1世は1848年10月7日にウィーンを離れ、帝国東部のモラヴィアのオルミュッツという要塞都市に居を定めた。
このウィーン十月蜂起に対しては、まもなくヴィンディシュ＝グレーツ指揮下の皇帝軍が討伐に当たり、激しい市街戦の末、10月末までには革命勢力の鎮圧に成功した。この時、フランクフルト国民議会内の左翼党派は、オーストリア政府の武力による反革命がいかなるものか、実地調査のために、ローベルト・ブルームをウィーンへ代表として派遣していた。ブルームは市街戦に参加し、国民議会議員としての不可侵権を主張したにもかかわらず、逮捕されて11月9日に処刑された。フランクフルト国民議会は反発し、オーストリア政府とフランクフルト国民議会の間に亀裂が生じた。
オーストリアの首相シュヴァルツェンベルクが1848年11月27日にクレムジール憲法制定帝国議会においてオーストリア帝国の一体不可分性の原則を声明すると、両者の対立は決定的となった。
1848年12月2日、フェルディナント1世は甥のフランツ・ヨーゼフ1世に譲位した。
1849年3月4日、クレムジール憲法草案を基にした中央集権的な欽定憲法 (Reichsverfassung für das Kaisertum Österreich, 通称欽定三月憲法: Oktroyierte Märzverfassung) が採択され、クレムジール憲法制定帝国議会は3月7日に解散した（しかし、同憲法は1851年12月31日の大晦日勅令で撤回され、新絶対主義と呼ばれる時代が到来することとなった）。

### プロイセンの反革命

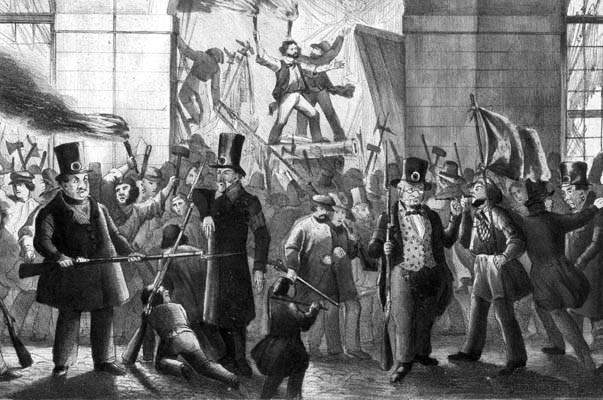
ベルリン兵器庫襲撃

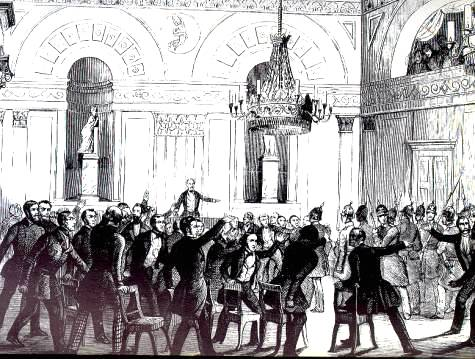
プロイセン国民議会の解散（1848年11月）

1848年末までには、オットー・フォン・ビスマルクを含むプロイセンの貴族や将軍 (カマリラ: Kamarilla) がベルリンにおける勢力を取り戻した。カマリラは三月の諸事件で敗れたきりではなく、一時的に退いただけであった。
1848年6月14日のベルリン兵器庫襲撃によりカンプハウゼン内閣が退陣した後、プロイセン国民議会と政府の対立により、アウエルスヴァルト＝ハンゼマン内閣、プフェル内閣、ブランデンブルク内閣へと相次いで政府が交代した。
カマリラの首相ブランデンブルクとプロイセン国民議会の郊外移転を命じる勅令にプロイセン国民議会が反発し、不服従の構えを見せると、ヴランゲル将軍率いる部隊がベルリンに進軍して旧勢力の復権を図り、プロイセン国王フリードリヒ・ヴィルヘルム4世はすぐさま旧勢力に復帰した。11月、国王はプロイセン国民議会を解散し、プロイセン国民議会の草案（ヴァルデック憲章）に基礎を置きつつ国王大権を温存する独自の憲法案を提起した。
プロイセン国王フリードリヒ・ヴィルヘルム4世は民主主義的勢力を弱体化するために君主主権の欽定憲法 (プロイセン邦憲法: Verfassung für den Preußischen Staat) を制定し、1848年12月5日に発布した。この新しい欽定憲法下で、プロイセン議会が設置された。邦議会は二院制議会であり、上院に当たる第一院 (Erste Kammer, 後に貴族院に改組) は各州政府により選出された議員からなる一方、下院に当たる第二院 (Zweite Kammer, 後に代議院に改組) は成年男子選挙権に基づき選出された議員からなるが、選挙人会の複雑な手続を経て初めて当選するものとされた。オットー・フォン・ビスマルクは最初の邦議会選挙で当選した。
翌年に推敲が重ねられ、下院議員選挙は成年男子すべてに選挙権が与えられたが、三級選挙法の下、選挙権の価値は納税額に比例し、有権者の80%以上が全議席の3分の1しか左右できないこととなった。

### パウロ教会憲法の制定
ドイツ世論におけるフランクフルト国民議会の評判は、プロイセンがフランクフルト国民議会の事前の同意なしにシュレースヴィヒ＝ホルシュタイン問題を政治的独断で解決したり、オーストリアがウィーンにおける民衆蜂起を武力鎮圧したりしたことで悪化していった。
その間、ドイツ諸邦の支配層はもはや脅迫される立場にはないことが徐々にわかってきた。バイエルン国王は退位したが、下からの圧力の結果のごく稀な例にすぎなかった。武装蜂起の脅威が薄れたため、諸君主は統一を非現実的に感じ、権力に執着して手放すことに後ろ向きになった。多くのドイツ諸邦で反革命が巻き返したが、フランクフルトにおける議論は続き、次第に社会から乖離していった。
ともあれ、将来の憲法の議論が始まった。決着しなければならない中心課題は次のとおりであった。
- 新生統一ドイツは、オーストリアのドイツ語圏をハプスブルク帝国の残りの領域から切り離して編入すべきか（大ドイツ主義）、主導権をプロイセンのものにしてオーストリアを除外すべきか（小ドイツ主義）。この問題は、オーストリア帝国全体に中央集権的な憲法が敷かれ、議員が大ドイツ主義への望みを絶ったことで決着した。
- ドイツは世襲君主国となるべきか、選挙君主制をとるべきか、あるいは共和国となるべきか。
- 比較的独立した国々の連邦となるべきか、強力な中央政府をもつべきか。

1848年12月、「ドイツ国民の基本権」において全市民の法の前の平等が宣言された。1849年3月28日、紆余曲折の末、パウロ教会憲法草案が最終的に可決された。新生ドイツは立憲君主国たる「ドイツ国（Deutsches Reich）」とされ、国家元首「ドイツ人の皇帝」 (de:Kaiser der Deutschen) の地位はプロイセン国王が世襲するものとされた。後者の提案は賛成290票、棄権248票で可決されたにすぎなかった。

### プロイセン国王の帝冠拒絶

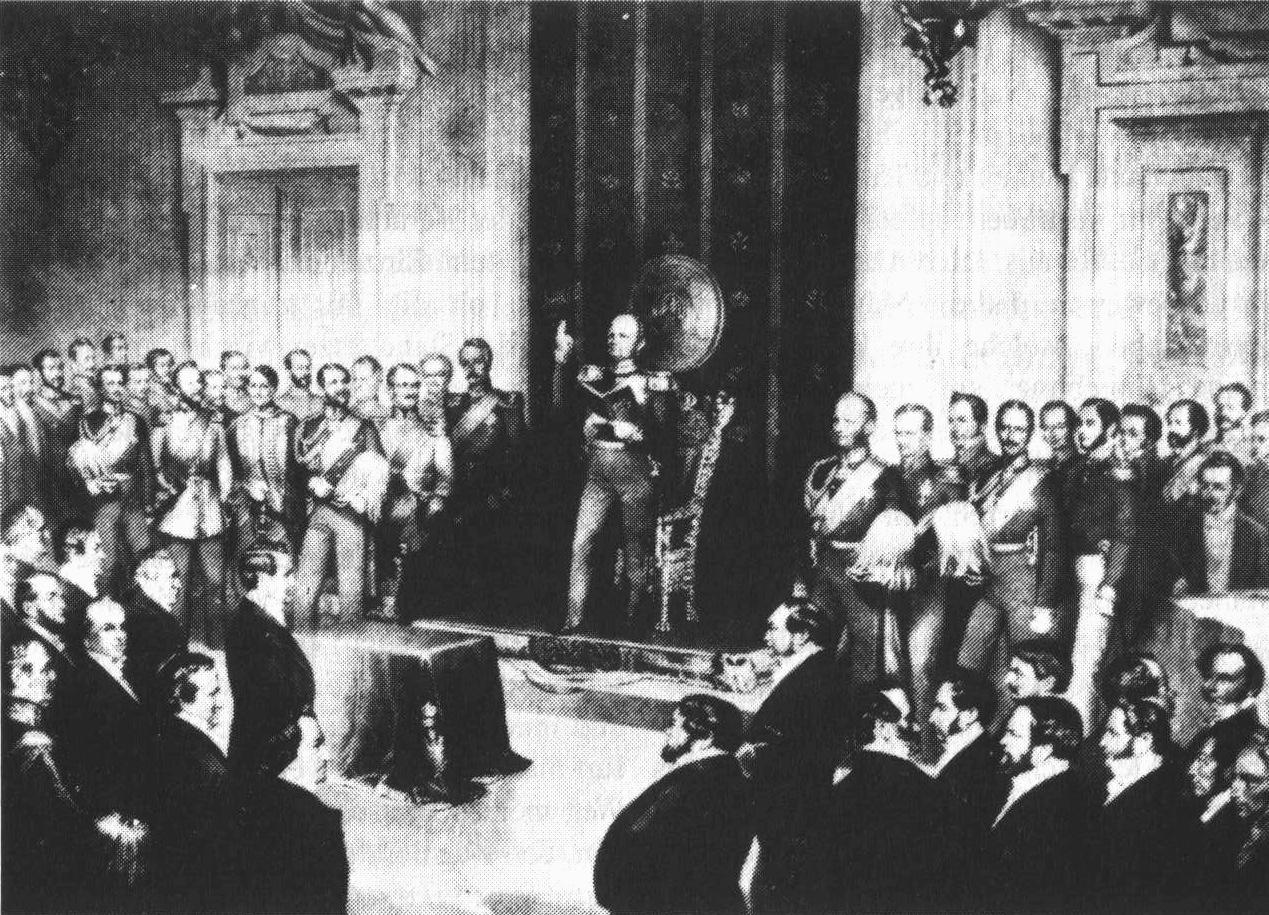
プロイセン国王フリードリヒ・ヴィルヘルム4世にドイツ皇帝位を奉呈するフランクフルト国民議会代表団

1849年4月3日、フランクフルト国民議会の代表団がベルリンで国王フリードリヒ・ヴィルヘルム4世に謁見し、新憲法下の帝冠を奉呈した。
フリードリヒ・ヴィルヘルム4世は代表団に対し、光栄に思うが、並び立つ諸君主と諸都市の同意なしには帝冠を引き受けられないと述べた。しかしその後、ロンドンの駐英公使ブンゼンにあてた手紙の中では、「1848年革命の悪臭であふれんばかりに恥辱され」 (verunehrt überschwänglich mit ihrem Ludergeruch der Revolution von 1848) 、「糞と泥で焼き固めた」 (aus Dreck und Letten gebacken) 帝冠が「どぶの中から」 (Krone aus der Gosse) 差し出されたと述べて強い不快感を示した。
「玉座のロマン主義者」 (Romantiker auf dem Thron) と呼ばれるフリードリヒ・ヴィルヘルム4世にとって、受諾する意志があるのは神の恩寵による帝冠だけであって、「どぶの中からの帝冠」 (Krone aus der Gosse) ではなかった。また、外相アルニム＝ハインリヒスドルフ＝ヴェルベローは、帝冠の受諾によりオーストリアやロシアとの緊張が高まることを恐れて反対に回った。最終的に帝冠は拒絶された。
パウロ教会憲法は29の小領邦の承認を得たが、オーストリア、プロイセン、バイエルン、ハノーファー、ザクセンの承認は得られなかった。

### フランクフルト国民議会の終焉
国民議会は、オーストリアとプロイセンが自国の議員を召喚し、討論クラブ同然となった。諸侯は自国領内の反乱を鎮圧すると、プロイセンの例に倣って、自国の議員を国民議会から召喚した。圧倒的軍事力をもつプロイセンだけが諸侯による武力弾圧からフランクフルト国民議会を守ることができたが、プロイセンは自国の利益を考えていた。
フランクフルト国民議会は、メッテルニヒを失脚させたオーストリアのウィーン三月革命を一つのきっかけとして創設され、土地の圧制者に反抗してきた伝統のある南ドイツから最も強い支持を得たが、オーストリアがイタリアにおける1848年革命を鎮圧した後、ハプスブルク朝はドイツ諸邦に干渉する用意ができ、軍隊を召集できず支持の広がりも欠く国民議会はオーストリアの力に抗うことができなかった。
急進的な議員は1849年5月31日にシュトゥットガルトへ移ることを余儀なくされ、そこで6月6日から同18日までランプ議会（残部議会）を開いたがこれもついにヴュルテンベルク軍によって解散させられた。

## 「ドイツ国憲法戦役」
プロイセン国王の帝冠拒絶後、憲法擁護の武装蜂起（ただし共和主義者が主体であった）が起こったが、特にザクセン、プファルツ、バーデンにおけるものは、プロイセン軍の支援を得た領邦の軍隊が速やかに鎮圧した。指導者や参加者は、捕まれば、銃殺刑ないし長期刑に処せられた。

### ザクセン

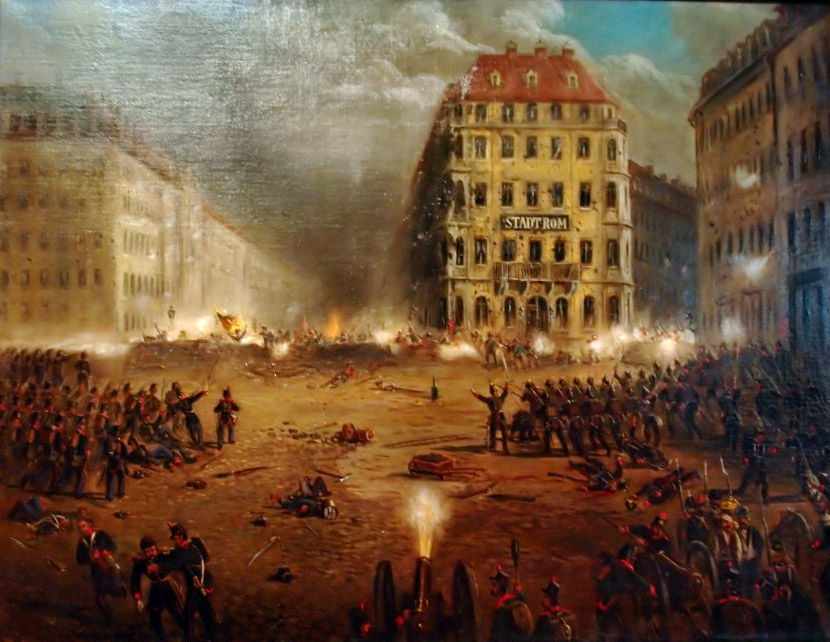
ドレスデン五月蜂起

ザクセン王国の首都ドレスデンでは、民衆が街頭に繰り出してザクセン国王フリードリヒ・アウグスト2世に対して議会改革、社会正義、統一憲法の実現を請願していた。
著名なドイツの作曲家でドレスデン宮廷歌劇場楽長のリヒャルト・ワーグナーは、民主主義的共和主義運動を支えるドレスデンの革命に熱心に携わり、その後1849年5月3日から同9日にかけて起こったドレスデン五月蜂起では、臨時政府を支持した。その他蜂起に参加した者としては、ロシアの革命家ミハイル・バクーニン、著名なドイツの建築家ゴットフリート・ゼンパー、ドイツの労働者階層の指導者シュテファン・ボルンがいた。総勢約2,500人の戦闘員が五月蜂起の間バリケードの裏についた。ワーグナーは、1849年5月9日、蜂起の指導者とともに、逮捕を逃れるためにドレスデンを離れてスイスに向かい、スイス、イタリア、パリ等で長年国外亡命生活を送ったが、最終的に政府が追放令を解除したためドイツに帰国した。
1830年革命以降、ザクセンでは二院制議会と責任内閣制をもつ立憲君主制が敷かれており、この憲法 (ザクセン王国憲法典: Verfassungsurkunde für das Königreich Sachsen) は1918年までザクセン政府の基本法として通用した。1848年革命はより民衆的な改革をザクセン政府にもたらした。

### ラインラント
ラインラントはラインヘッセン、ルクセンブルク、プファルツとともに1795年からナポレオン時代のフランスの支配下に置かれた歴史を有していた。ナポレオン軍は神聖ローマ帝国軍を撃破し、ナポレオンの支配により、聖職者や貴族が従前同地で行ってきた封建的支配の解体と捉えられる社会、行政、立法政策が確立された。ラインラントは土壌が農業に適さなかったが、林業が伝統的に有力産業になっていた。農業の比較的過疎、18世紀末の封建制の廃止、有力な伐採業は、ラインラントの工業化に寄与した。すぐ近くのマルクの石炭資源、北海に至るライン川経由の水路もあり、ラインラントのライン川西岸は19世紀ドイツ随一の工業地帯となった。1848年までには、アーヘン、ケルン、デュッセルドルフ市が重工業化され、その他の産業も数多くみられた。19世紀初頭、ラインラントの人口の90%以上が農業（伐採業を含む）に従事していたが、1933年までには、農業にとどまっていたのは12%だけであった。
1848年までには、一大工業労働者階層（プロレタリアート）がラインラントに発生し、ナポレオン時代のフランスから比較的高度な教育を受けたことで、政治的に活動的になっていた。他のドイツ諸邦では小ブルジョワジーが1848年の蜂起を率いていたが、ラインラントではプロレタリアートが早くも1840年にはブルジョワジーに対して階級の利益を公然と主張していた。
1848年、プロイセンはラインラントをライン州の一部として支配していた（1614年のクサンテン条約で同地における最初の所領を獲得した）。ナポレオン時代には、前述のとおり、ラインラントのライン川西岸がフランスに併合され、封建制が廃止された。しかし、1814年のナポレオン没落後、プロイセンがラインラント西岸を引き継いだ。プロイセン政府はラインラント人を征服地の外国人とみなし、忌み嫌われた封建制を復活し始めた。1848年のラインラントの革命機運は強い反プロイセン感情に染まっていた。ラインラント人は、国王フリードリヒ・ヴィルヘルム4世が1848年3月18日にベルリンで表明した、連合州議会の召集その他の民主的改革の実施の宣言に注目した。連合州議会の選挙は間接選挙であり、男子普通選挙に基づいて選ばれた選挙人が連合州議会議員を選ぶものとされた。ラインラント人はこれを進歩とみて期待を残し、他のドイツ諸邦で起こっていた蜂起に早い段階で加わることはなかった。
プロイセン政府はラインラントにおけるこの沈黙をプロイセンの専制政治への従順さによるものと取り違えた。そして、ドレスデン、プファルツ、バーデン、ヴュルテンベルク、フランケン等、他のドイツ諸邦の領域や都市における反乱を鎮圧するため援軍を送る構えを見せ始めた。このためには追加部隊が必要であり、プロイセン政府は、ラインラントの従順さを見越して、1849年春にヴェストファーレンとラインラントにおいて予備軍（ラントヴェーア）の大部分を召集した。この措置は反発を招いた。ラントヴェーアの召集命令は40歳以下の男子全員に適用されたが、このような召集は戦時に限りなされるものとされており、平時においては違法と考えられていたからである。プロイセン国王は、邦議会第二院が1949年3月27日にパウロ教会憲法草案への支持を表明したため、これを解散した。大小ブルジョワジーとプロレタリアートを含むラインラント市民各層が、期待に反して反故にされた政治改革の擁護のために立ち上がった。
1849年5月9日、ラインラントのエルバーフェルト、デュッセルドルフ、イーザーローン、ゾーリンゲン市で蜂起が起こった。デュッセルドルフにおける蜂起は翌日の1849年5月10日に鎮圧された。エルバーフェルト市内では、蜂起は頑強さを見せ、1万5,000人の労働者が街頭に繰り出してバリケードを築き、暴動の鎮圧とラントヴェーアの徴用兵の欠員徴募のために派遣されたプロイセン軍に立ちはだかった。結局、プロイセン軍はエルバーフェルトにおいて約40人の徴用兵しか徴募できなかった。反乱を起こした市民を組織化するために、公安委員会 (Sicherheitsausschuss) が市内に組織された。公安委員会のメンバーには、エルバーフェルトの民主主義者で弁護士のカール・ニコラウス・リオッテ (Karl Nickolaus Riotte) とエルンスト・ヘルマン・ヘーヒスター (Ernst Hermann Höchster, 委員長に選出) 、エルバーフェルトで検事も務めた弁護士で自由主義者のアレクシス・ハインツマン (Alexis Heintzmann) が含まれていた。プファルツ臨時政府のメンバーには、内相を務めたニコラウス・シュミット、テオドール・ルートヴィヒ・グライナー (Theodor Ludwig Greiner) が含まれていた。その他エルバーフェルトの蜂起の指導者としては、カール・ヘッカー、フランツ・ツィッツ、ルートヴィヒ・ブレンカーがいた。
公安委員会のメンバーは、蜂起に参加していた様々な党派を統括するどころか、一般的な計画で意見がまとまることもできなかった。決起した労働者階層は一心不乱に目標に向かって邁進していた。蜂起を支援するために市民軍（準軍事組織）が組織され、その軍事的指導者には、アウグスト・ヴィリヒ、フェリクス・トロチンスキ (Feliks Trocinski) 、クリスティアン・ツィン (Christian Zinn) 大尉が含まれていた。1849年5月17日から同18日にかけて、トリーアと隣町の労働者と民主主義者の集団が反乱軍の武器調達のためにプリュム兵器庫襲撃を起こした。ゾーリンゲンの労働者はグレーフラートの兵器庫を襲撃して反乱軍のための武器や弾薬筒を調達した。
大ブルジョワジーは武装して街頭に繰り出してきた労働者階層を恐れ、立憲的改革運動や公安委員会の指導者を血に飢えたテロリストと呼んで分離し始めた。公安委員会の指導者は、主に小ブルジョワジーであったが、両者の間で揺れ動き始め、抗議運動の様々な党派を組織化、指導するよりも、むしろ革命運動、特に財産の破壊行為から手を引き始めた。公安委員会は改革運動を落ち着かせてデモを鎮めようと試みた。

### プファルツ

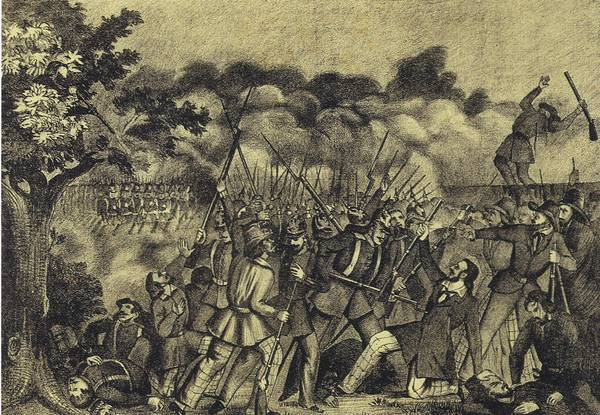
キルヒハイムボーランデンの戦い（1849年6月14日）

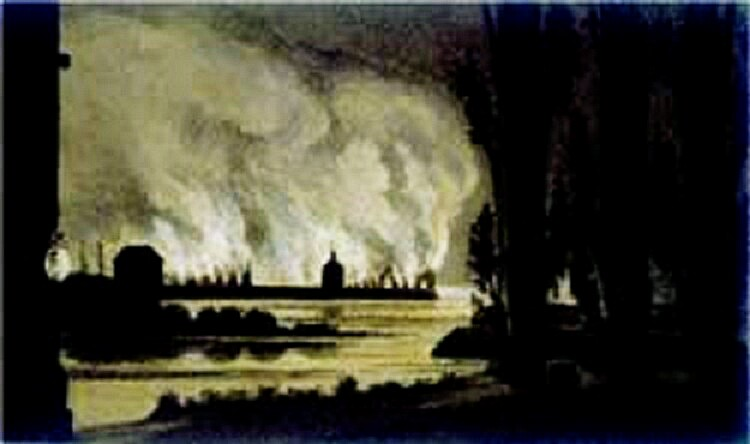
ルートヴィヒスハーフェンの戦火（1849年6月15日）

1849年春、革命運動が再び高まりを見せ、1849年5月6日、ラインラントのエルバーフェルトにおいて蜂起が始まった。一方、蜂起はまもなくバーデンに広まり、カールスルーエにおいて暴動が勃発した。バーデンとプファルツ（当時のバイエルン王国の一部）はライン川によって隔てられているだけであり、蜂起はライン川流域に広く展開したため、両地方の蜂起は軌を一にする運動とみられている。1849年5月、大公はバーデンのカールスルーエを離れることを余儀なくされ、プロイセンに助けを求めた。プファルツとバーデンの双方において、臨時政府の成立が宣言された。バーデン臨時政府は条件に恵まれており、民衆と軍隊から立憲的変革と民主的改革に対する強力な支持を受け、特に軍隊から憲法要求に対する強力な支持を得て、十分な武器の備蓄と財源を有していた。プファルツ臨時政府は同様の状況にはなかった。
プファルツはドイツ諸邦の中でも伝統的に上層市民を多く抱える地域であり、これらは反革命に回った。プファルツにおいては、軍隊は革命を支持せず、物資は不足していた。プファルツに成立した反乱軍の政府は組織体制も財源も万全ではなかった。プファルツにおける武器は個人所持のマスケット銃、ライフル銃、スポーツ銃等に限られていた。プファルツ臨時政府はフランスやベルギーに人員を派遣して武器購入にあたらせたが失敗に終わった。フランスはプファルツとバーデンの双方に対して武器禁輸措置をとった。
臨時政府は最初、フランクフルト国民議会議員も務めた民主主義者で弁護士のヨーゼフ・マルティン・ライヒャルトを陸相に任命した。また、最初のプファルツ軍最高司令官には、1848年のウィーン蜂起の時に国民軍を指揮した元オーストリア軍将校のダニエル・フェナー・フォン・フェンネベルクが就いたが、すぐに、1830年から1831年にかけてのポーランド反乱軍で参謀を務めたフェリックス・ラキエ (Felix Raquilliet) に交代した。最終的に、ルドヴィク・ミエロスワフスキがプファルツ軍最高司令官に、フランツ・シュナイデが野戦軍司令官に迎えられた。
このほか、カイザースラウテルン市内の臨時政府に仕えた将校としては、フリードリヒ・シュトラッサー (Friedrich Strasser) 、アレクサンダー・シメルフェニヒ、ルドルフ・フォン・マントイフェル (Rudolph von Manteuffel) 大尉、アルベルト・クレメント (Albert Clement) 、レオ・フォン・ツィヒリンスキ、フリードリヒ・ボイスト、オイゲン・オスヴァルト、アマント・ゲック、グスタフ・シュトルーヴェ、オットー・フォン・コルヴィン、ヨーゼフ・モル、ゴットフリート・キンケル、アウグスト・メルシ (August Mersy) 、カール・エマーマン (Karl Emmermann) 、フランツ・シーゲル、ネルリンガー少佐 (Major Nerlinger) 、クルツ大佐 (Oberst Kurz) 、フリードリヒ・ヘッカー、ヘルマン・フォン・ナッツマー (Herman von Natzmer) がいた。ヘルマン・フォン・ナッツマーは元プロイセン軍将校で、ベルリン兵器庫の責任者であったが、1848年6月14日のベルリン兵器庫襲撃を起こした反乱軍への発砲を拒否したため、ドイツ各地の反乱者から英雄視され、そのかどで懲役15年の判決を受けたが、1849年、脱獄してプファルツに渡り、反乱軍に加わった。グスタフ・アドルフ・テヒョー (Gustav Adolph Techow) も元プロイセン軍将校で、プファルツの反乱軍に加わった。砲兵隊を組織し、軍需工場で服役したフリッツ・アネケ中佐は、共産主義者同盟のメンバー、1848年のケルン労働者協会の創設メンバー、新ケルン新聞 (Neue Kölnische Zeitung) の編集者、ライン民主主義者郡委員会 (Rheinischen Kreisausschusses der Demokraten) のメンバーであった。
プファルツとドイツ各地の民主主義者は、バーデン＝プファルツの反乱を全国規模の憲法闘争の一部と捉えた。臨時政府支持者で民主主義者のバーデン陸軍少尉フランツ・シーゲルは、カールスルーエとプファルツにおける改革運動擁護計画を立てた。具体的には、バーデン軍をホーエンツォレルンに進めてホーエンツォレルン共和国の成立を宣言し、シュトゥットガルトに進軍したところで決起を促してヴュルテンベルクを包囲し、さらにニュルンベルクに進軍してフランケンに陣取ることを提言した。憲法闘争に全国的性格を付与するために遠方のフランクフルト国民議会と交渉しようとしたシーゲルだったが、聞き入れられなかった。
シーゲルの計画にもかかわらず反乱軍の新政府は攻勢に出ることなく、カールスルーエないしバーデンにおける蜂起はついにプロイセン軍によって鎮圧されることとなった。同政府ではバーデンの民主主義者で弁護士のロレンツ・ブレンターノが長に就き、絶対的権力を行使していたほか、陸相にカール・アイヒフェルト (Karl Eichfeld) （後にルドルフ・マイヤーホーファー (Rudolph Mayerhofer) に交代）、内相にフロリアン・メルデスが任命され、その他の臨時政府のメンバーにはバーデンの民主主義者でジャーナリストのヨーゼフ・フィックラーが含まれていた。バーデンの憲法闘争軍の指導者にはバーデンの民主主義者でジャーナリストのカール・ブリントとグスタフ・シュトルーヴェが含まれており、ヨハン・フィリップ・ベッカーが民兵隊の指揮に当たり、1830年から1831年にかけてのポーランド蜂起で軍事作戦に加わったポーランド人のルドヴィク・ミエロスワフスキがライン川左岸の軍事作戦の指揮に当たった。
ブレンターノがバーデンにおける蜂起について日々事務処理を行い、ミエロスワフスキがライン川左岸の軍事司令部を指揮したが、両者の足並みはそろっていなかった。足並みの乱れが続いたことで、ミエロスワフスキはバーデンのワーグホイゼルとウプシュタット (de:Ubstadt) における戦闘で敗れた。その部隊はバーデン南部の山脈を越えて撤退することを余儀なくされ、バーデンとスイスとの国境地帯にあるムルクという町でプロイセン軍との最後の戦闘を交えた。ミエロスワフスキ以下戦闘の生存者は国境を越えてスイスへ逃れ、ミエロスワフスキはパリに亡命した。
バーデンとプファルツにおける蜂起にはフリードリヒ・エンゲルスも加わっている。エンゲルスはカール・マルクスとともに、1848年5月10日にケルンから同地の出来事を視察するために訪れ、1848年6月1日から新ライン新聞の編集者となったが、それから1年足らずの1849年5月19日に憲法闘争を支持したかどでプロイセン当局によって発行停止に追い込まれた。
1848年末、マルクスとエンゲルスは、当時バーデンとプファルツの臨時政府のメンバーとして務めていたカール・ルートヴィヒ・ヨハン・デスターとの会見に臨んだ。デスター医師は民主主義者、社会主義者で、共産主義者同盟ケルン支部のメンバーとなり、1848年にプロイセン国民議会議員に当選し、1848年10月26日から同30日までベルリンで開催された第2回民主主義者会議において、エドゥアルト・フォン・ライヒェンバッハ、アドルフ・ヘクサマー (Adolf Hexamer) らとともにドイツ民主主義者中央委員会 (Zentralausschusses der Demokraten Deutschlands) 委員に選出されていた。デスターは臨時政府のことにかかりきりで、パリにおける重要な会合の際にドイツの中央委員会を代表して出席することができないため、自分に代わって会合に出席することをマルクスに委任したいと考えた。三者はカイザースラウテルン市内で会見し、マルクスは委任を受け入れてパリに向かった。
エンゲルスはプファルツにとどまり、1849年、ラインラントのエルバーフェルトで、蜂起の鎮圧に来ようとしていたプロイセン軍との対決に備えてバリケードを築いていた市民に合流した。エンゲルスはエルバーフェルトへの道中、ゾーリンゲンの労働者がグレーフラートの兵器庫を襲撃して集めたライフル銃の弾薬筒2包を受け取った。プロイセン軍が到着し、8月には蜂起を鎮圧することとなった。エンゲルスとその他もろもろはカイザースラウテルンに逃れた。カイザースラウテルン滞在中の1849年6月13日、エンゲルスは、元プロイセン軍将校アウグスト・ヴィリヒが800人の労働者で組織した軍団に参加した。ヴィリヒは共産主義者同盟のメンバーでもあり、ドイツにおける革命的変革を支持していた。新たに組織されたヴィリヒの部隊はその他の革命勢力と連合して約3万人の兵力となり、精鋭のプロイセン軍に抗戦した。エンゲルスはプファルツにおけるヴィリヒの部隊の戦闘に全面参加した。
プロイセン軍は革命軍を破り、ヴィリヒの部隊の生存者は国境を越えてスイスの安全地帯に逃れた。エンゲルスは1849年7月25日にスイス入りし、自身の生存をロンドンのマルクスや友人や同志に伝えた。スイス亡命中、エンゲルスは革命中の自身の体験について執筆し始め、「ドイツ国憲法戦役」 (Die deutsche Reichsverfassungskampagne) を刊行した。プロイセン軍が難なく蜂起を鎮圧したことで、多くの南ドイツ諸邦では今後オーストリアではなくプロイセンが域内で台頭するだろうと信じられるようになった。バーデンとプファルツにおける蜂起の鎮圧をもって1848年春に始まったドイツにおける革命的闘争に終止符が打たれた。

## 革命の失敗
1851年までにはドイツ諸邦すべてで反革命が成功し、基本権もほぼ全域で廃止された。結局、フランクフルトにおける様々な党派間の分裂、自由主義者による打算的な警戒、左派による民衆の支持の掌握の失敗、君主主義的勢力の圧倒的優位が原因で、革命は失敗に終わった。
多くの失望したドイツの愛国者は渡米し（中でもカール・シュルツ、フランツ・シーゲル、フリードリヒ・ヘッカーが最も有名）、このような移住者はフォーティエイターズと呼ばれた。例えば、1849年、ミヒャエル・マケメル (Michael Machemehl) を含む多くのザクセン住民がアメリカ合衆国に移住し、ガルベストンに定着してドイツ系テキサス人 (German Texan) コミュニティを形成した。世紀半ばには都市部で暮らす者もいたが、多くはテキサス西部の農村部に展開した。

## 年表

### 前史

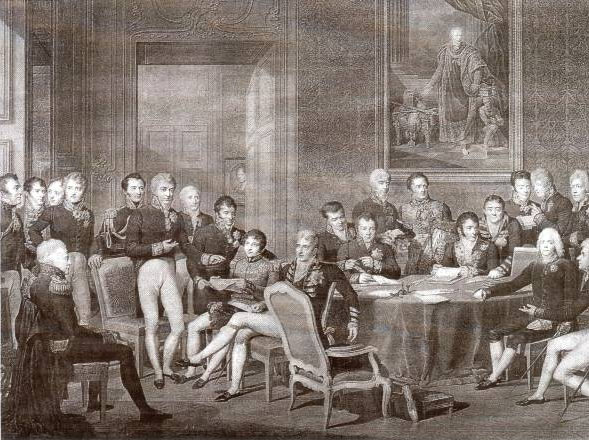
ウィーン会議に臨む各国代表

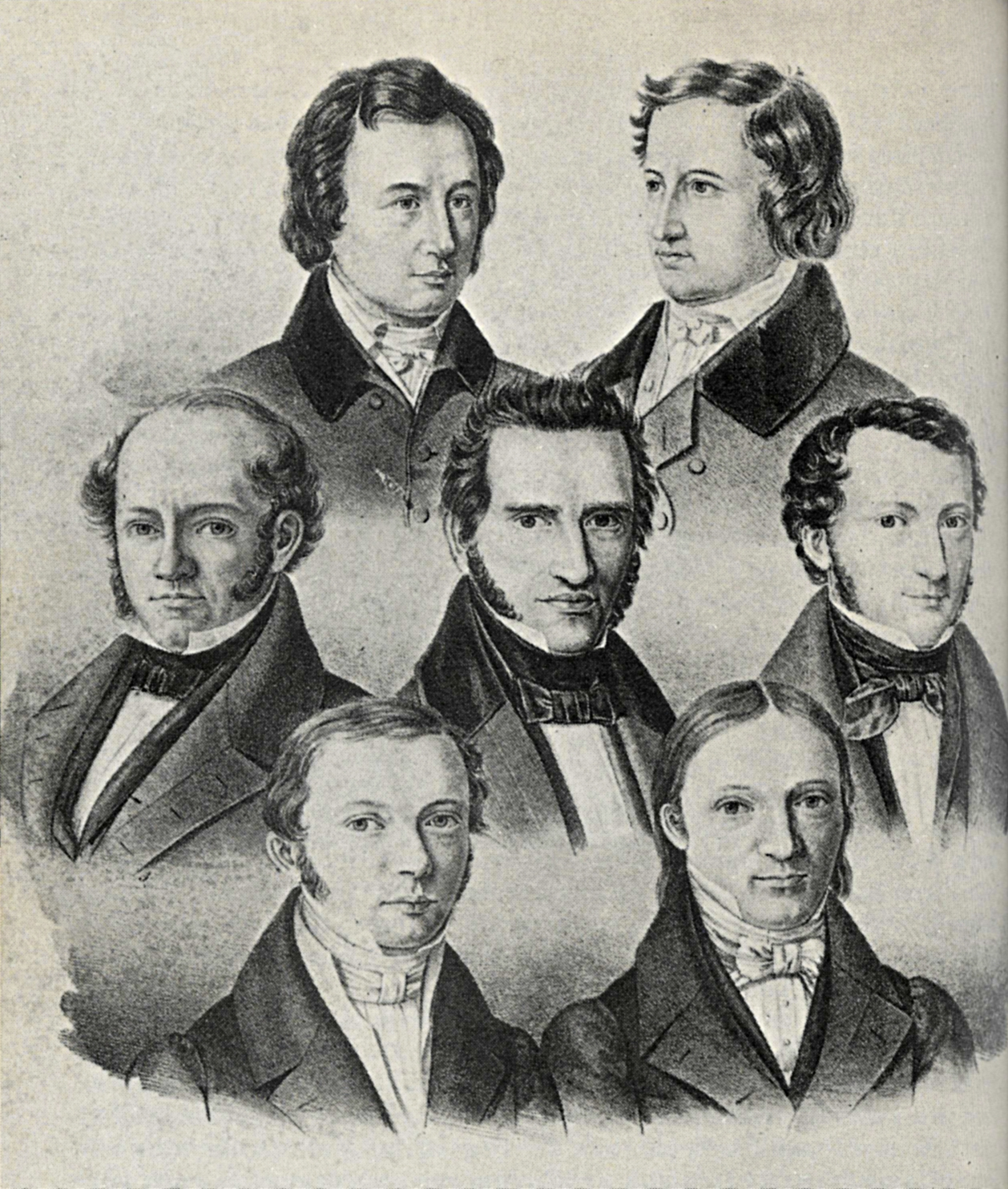
ゲッティンゲンの七教授

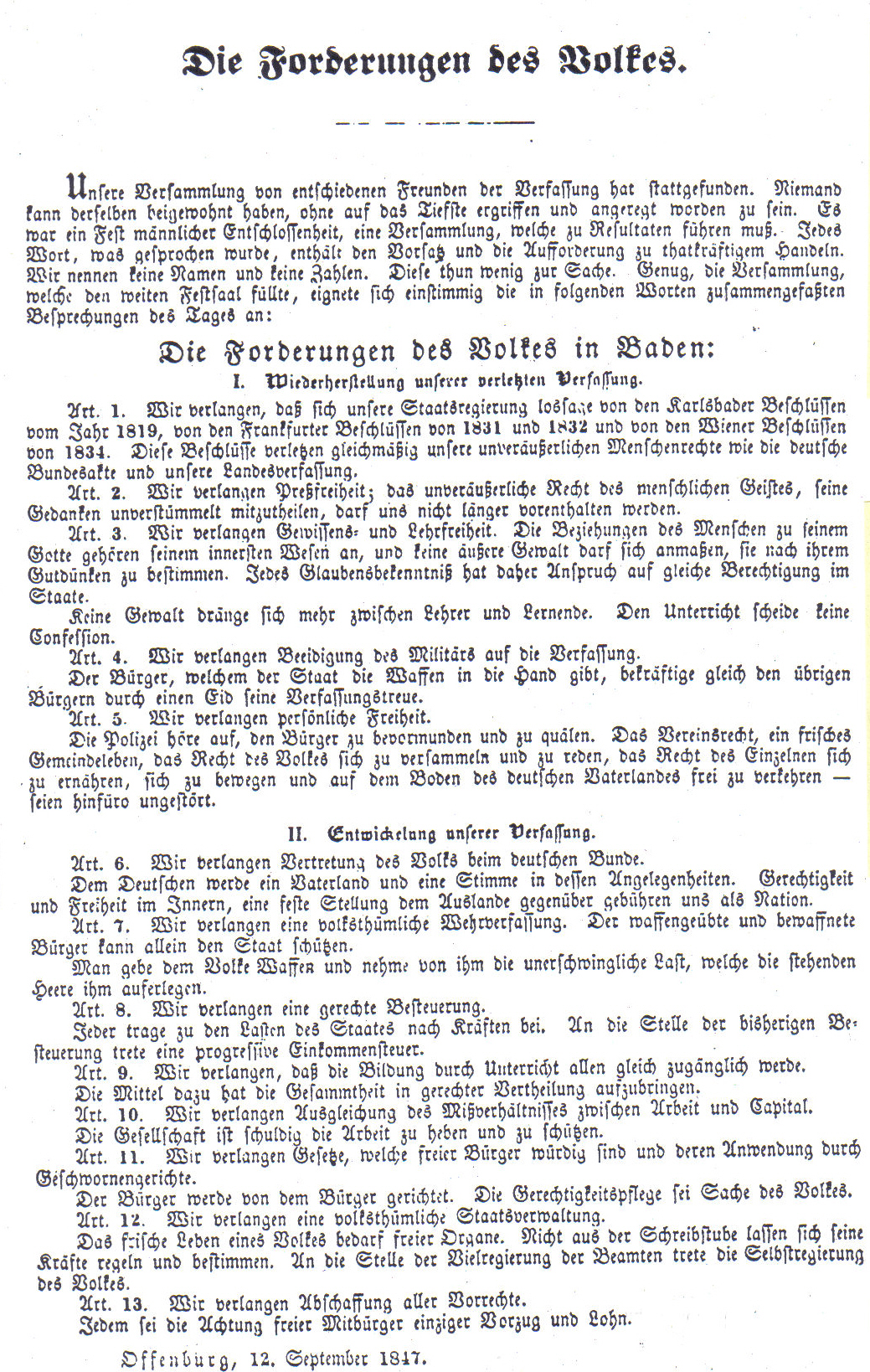
オッフェンブルク集会でバーデンの急進的な民主主義者が目標として掲げた「人民の要求」の1847年9月の小冊子

- 1814年9月18日〜1815年6月9日：ウィーン会議。決議により「再建」 (Neuordnung) されたヨーロッパ諸国が復古体制を敷く。これ以降、「三月前期（ドイツ語版）」と呼ばれる時代が始まる。
- 1817年10月18日：ヴァルトブルク祭（ドイツ語版）においてドイツ統一が要求される。
- 1819年晩夏〜秋：ヘプヘプ暴動（ドイツ語版）（ユダヤ人解放（ドイツ語版）に反対する反ユダヤ人暴動で、一部の地域ではポグロムに発展した）がドイツ諸邦全域に広まる。
- 1819年9月20日：劇作家アウグスト・フォン・コッツェブー（ドイツ語版）の暗殺を受けてカールスバート決議（民主主義的な団体、結社、出版を禁止するもので、ブルシェンシャフトその他の反政府組織の民主主義的・国民主義的運動を弾圧する法的根拠となった）が採択される。
- 1830年7月：フランス七月革命がドイツ諸邦の一部の地域に飛び火し、ベルリンで仕立屋革命（ドイツ語版）が起こる。
- 1832年5月27日：ハンバッハ祭において改めてドイツ統一と民主的権利の復活が要求される。
- 1833年4月3日：フランクフルト衛兵所襲撃（ドイツ語版）で全国的革命蜂起が試みられるが失敗する。
- 1834年：ベルンにおいて、追放された民主主義者により結成された秘密結社青年イタリア、青年ドイツ、青年ポーランド（ドイツ語版）が、イタリアの革命家ジュゼッペ・マッツィーニの主導で連帯し、超民族的秘密結社青年ヨーロッパを結成する。
- 1834年：ゲオルク・ビューヒナーとフリードリヒ・ルートヴィヒ・ヴァイディヒがヘッセン大公国で地下から社会革命を促す小冊子「ヘッセン急使」（「苫屋に平和を！宮殿に戦争を！」 (Friede den Hütten! Krieg den Palästen!) をスローガンに掲げた）を頒布する。
- 1837年：ゲッティンゲン七教授事件。グリム兄弟を含む著名な自由主義的大学教授の一団がハノーファー王国における新憲法破棄に反対して抗議を宣言し、ドイツ諸邦全域に広まる。教授らは罷免され、うち数人が追放される。
- 1844年6月：社会的な困窮の高まりに起因してシュレージエン織工一揆（ドイツ語版）が起こる。
- 1847年4月：いわゆるジャガイモ蜂起（ドイツ語版）（前年度のジャガイモの不作による食糧価格の上昇に起因するベルリン市民の蜂起）が起こるが、数日後にプロイセン軍により鎮圧される。
- 1847年9月12日：オッフェンブルク集会（ドイツ語版）において、バーデンの急進的な民主主義政治家により「人民の要求」 (Die Forderung des Volkes) と題して基本権が要求され、反政府的な工業化初期の社会主義思想が脅威として認識される。
- 1847年10月10日：ヘッペンハイム会議（ドイツ語版）において穏健な自由主義者の政治的大綱が策定される。

### 1848年
- 1848年1月：南イタリア（シチリア）と北イタリア（ミラノ、パドヴァ、ブレシア）において、それぞれスペイン・ブルボン朝の支配とオーストリアの支配に対する国民主義的革命蜂起が起こり、全ヨーロッパにおける1848年革命の第一波となる。
- 1848年2月24日：フランス二月革命が始まり、第二共和政が宣言される。首相フランソワ・ギゾーが辞任し、市民王ルイ＝フィリップが退位してイギリスに亡命する。
- 1848年2月27日：フランス二月革命に触発され、マンハイム民衆集会（ドイツ語版）がカールスルーエの政府に対する請願、いわゆる「三月要求（ドイツ語版）」を策定し、ドイツ諸邦における三月革命の狼煙が上がる。
- 3月1日：バーデン邦議会（ドイツ語版）議事堂が占拠され、バーデンにおける三月革命が始まる。
- 3月4日：ミュンヘンにおいて蜂起が起こり、バイエルンにおける三月革命が始まる。
- 3月5日：ハイデルベルク会議が準備議会（ドイツ語版）の召集を決議する。
- 3月6日：ベルリンにおける最初の暴動が起こり、プロイセンにおける三月革命が始まる。
- 3月9日：ヴュルテンベルク国王ヴィルヘルム1世が、野党からの圧力により保守派のヨーゼフ・フォン・リンデン（ドイツ語版）に代えて野党の指導者フリードリヒ・レーマー（ドイツ語版）を内閣の首班とし、数人の自由主義者を入閣させて、「三月内閣（ドイツ語版）」を組閣する[90]。
- 3月13日：下オーストリア州会議事堂が襲撃され、ウィーン三月革命が始まる。宰相メッテルニヒが辞任してイギリスに亡命する。
- 3月15日：2万人のデモに押され、ペシュト（今日のブダペスト）の総督府 (Statthalterbeirat, オーストリア帝国の地方庁でハンガリーの最高行政機関) が、ペテーフィ・シャーンドルら急進的なハンガリーの知識人により策定された「十二か条の要求」（ウィーンから独立した政府、ハンガリー独自の議会、ハンガリーからのオーストリア軍の撤退、ハンガリー国防軍の編成、国立銀行の創設等を含む）を承認し、ハンガリー王国が事実上の独立国となる。
- 3月17日：ミラノがオーストリア領ロンバルディアからの分離独立を宣言し、サルデーニャ＝ピエモンテ王国と合併する。

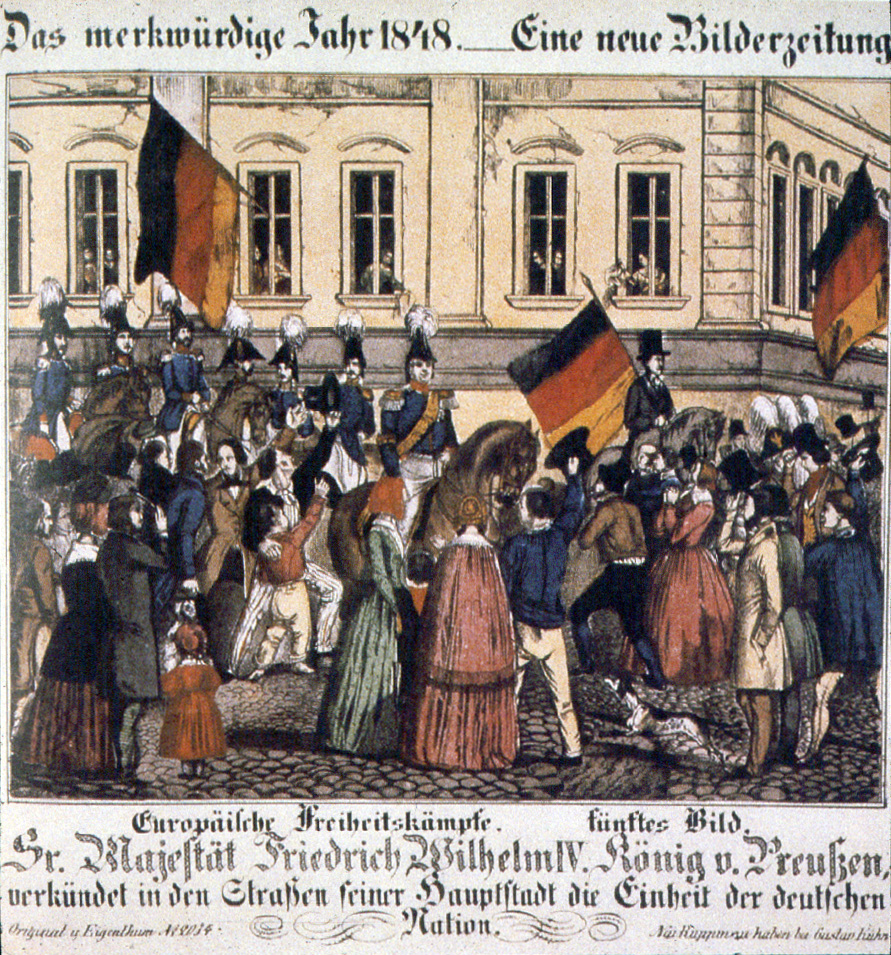
1848年3月21日、ベルリン市中を騎馬行進し、ドイツ統一について宣言するフリードリヒ・ヴィルヘルム4世

『三月殉難者の安置』 (アドルフ・フォン・メンツェル画, 1848年)

- 3月18日：国王フリードリヒ・ヴィルヘルム4世が、市民と軍隊の間の武装闘争のためにベルリン王宮前に集まった群衆に向かって、プロイセンの改革に関する勅令を発する。勅令発表時、最初は穏やかな雰囲気であったが、やがて革命的スローガンの声が大きくなる。2発の銃弾が発射され（故意か過失かは不明）、デモ隊の雰囲気が一転し、軍隊に矛先を転じる。激しい市街戦とバリケード戦（ドイツ語版）の末、死者数百人（当局によると303人、うち男性288人、女性11人、子供4人）を出すこととなる[91]。
- 3月19日：国王フリードリヒ・ヴィルヘルム4世が王宮中庭で「三月殉難者（ドイツ語版）」の棺の前に来て脱帽するように強制される。3月21日、国王は黒・赤・金（ドイツ語版）の記章を身に着けてベルリン市中の騎馬行進を行い、「ドイツの自由、ドイツの統一」 (Deutschlands Freiheit, Deutschlands Einigkeit) を望む旨を宣言する。
- 3月20日：ミュンヘンその他のバイエルンの都市における暴動を受け、バイエルン国王ルートヴィヒ1世が息子のマクシミリアン2世に譲位する。
- 3月18日〜22日：オーストリアのロンバルディア支配に対するミラノの民衆蜂起を受け、北イタリアの革命に援軍を送ったサルデーニャ＝ピエモンテとオーストリアとの間で第一次イタリア独立戦争（英語版）が起こる。
- 3月23日：ヴェネツィアにおいて革命が起こり、ダニエーレ・マニンがオーストリアからの独立と都市共和国を宣言する（サン・マルコ共和国参照）。
- 3月31日〜4月3日：準備議会（ドイツ語版）がフランクフルト・アム・マインにおいて開会する。
- 4月初頭：シュレースヴィヒ・ホルシュタイン両公国におけるドイツ系住民の蜂起を受け、第一次シュレースヴィヒ＝ホルシュタイン戦争が起こる。ドイツとデンマークの国民主義的自由主義者が互いにシュレースヴィヒ公国（正式にはデンマークとの人的同君連合に入ったデンマーク王領地にすぎなかった）の領有権を主張する。
- 4月12日〜4月20日：共和主義者の扇動によりバーデンにおいてヘッカー蜂起（ドイツ語版）が起こるが、4月20日にシュヴァルツヴァルトのカンダーン付近におけるシャイデックの戦い（ドイツ語版）で鎮圧される（連邦軍指揮官のフリードリヒ・フォン・ガーゲルン（ドイツ語版）中将が戦死した）。フリードリヒ・ヘッカー（ドイツ語版）は亡命する。
- 4月〜5月：ポズナンにおいて、プロイセンの支配に対するポーランド人の蜂起が、ルドヴィク・ミエロスワフスキ（ドイツ語版）の指導の下に起こる。
- 5月15日：第二次ウィーン蜂起。
- 5月17日：皇帝フェルディナント1世が、革命暴動の圧力の下、ウィーンからインスブルックへ避難する。
- 5月18日：フランクフルト国民議会がパウロ教会において開会し（ドイツ全国から民主的に選出された最初の議会）、ドイツ統一と新生統一国家のための憲法の準備に当たる。
- 6月2日〜6月12日：スラヴ会議がプラハにおいて開会し、オーストリア・ドナウ君主国を「同等の権利を有する諸国民からなる一つの連邦に」 (in einen Bund von gleichberechtigten Völkern) 転換することを要求する。
- 6月16日：プラハ聖霊降臨祭蜂起（ドイツ語版）がオーストリア軍により鎮圧される。
- 6月24日：パリのフランス六月蜂起が鎮圧される。これ以降、ドイツ諸邦において反革命が勢いづき、革命勢力は次第に守勢に追い込まれる。
- 7月25日：サルデーニャ＝ピエモンテ指揮下の北イタリア反乱軍が、クストーツァの戦いでオーストリア軍に敗れる。
- 8月9日：オーストリアとサルデーニャ＝ピエモンテが休戦する。
- 8月26日：プロイセンとデンマークが休戦する。国民議会は結局9月16日にマルメ条約（ドイツ語版）を承認せざるを得なくなり、その無力さを露呈することとなる。この危機を受け、新たな暴動がフランクフルト・アム・マイン（九月革命（ドイツ語版））その他のドイツの都市で起こることとなる。
- 9月12日：共和主義的国民主義者の指導者コシュート・ラヨシュが事実上ハンガリーの首相となる。コシュートはその後フランツ・ヨーゼフ1世の帝位継承にハンガリー議会の承認がないとしてオーストリア皇帝が「ハンガリー国王」 (König von Ungarn) を称することを拒絶するなどし、オーストリアの支配に対する国民主義的革命暴動が起こることとなる。
- 9月18日：フランクフルトにおいて、プロイセン・オーストリア両軍に対するバリケード戦が起こる（九月革命（ドイツ語版））。
- 9月21日〜25日：レラハ（ドイツ語版）において第二次バーデン蜂起（ドイツ語版）が起こり、グスタフ・シュトルーヴェ（ドイツ語版）が9月21日にドイツ共和国 (deutsche Republik) を宣言するが、その後逮捕される。
- 10月6日〜31日：ウィーン十月蜂起が起こるが、わずか4週間後にヴィンディシュ＝グレーツ指揮下の皇帝軍により血なまぐさい戦闘の末に鎮圧される。
- 11月9日：フランクフルト国民議会議員ローベルト・ブルーム（ドイツ語版）が、ウィーンにおけるオーストリアの革命勢力に対する報復の最中に、議員の不可侵権に明白に違反して、軍法会議にかけられて銃殺刑に処される。
- 11月21日：フランクフルト国民議会内の民主主義的左翼諸党派の議員により、ドイツ全体の共和主義者の組織として、中央三月同盟（ドイツ語版）が設立される。
- 12月2日：オーストリア皇帝フェルディナント1世が甥のフランツ・ヨーゼフ1世に譲位する。
- 12月27日：フランクフルト国民議会がドイツ国民の基本権（ドイツ語版）を採択する。

### 1849年
- 1849年2月〜3月：オーストリア領北イタリアの数か所において新たな暴動が起こり、特にトスカーナにおいては大公レオポルド2世に対する革命勢力のクーデター（ロシア語版）が起こったことを受け、オーストリアとサルデーニャ＝ピエモンテの間に再び戦争が起こる。
- 3月23日：北イタリアの革命勢力とサルデーニャ＝ピエモンテがノヴァーラの戦いでオーストリア軍に再び敗れる。
- 3月28日：国民議会が激論の末にパウロ教会憲法を採択する。
- 4月3日：プロイセン国王フリードリヒ・ヴィルヘルム4世が国民議会 (de:Kaiserdeputation) から奉呈された帝冠を拒絶する。かくしてドイツ統一と憲法制定が失敗する。
- 4月14日：ハンガリーがオーストリアからの独立と共和国を宣言し（ハンガリー独立宣言）、オーストリアに対するハンガリー独立戦争（ドイツ語版）の転機となる。

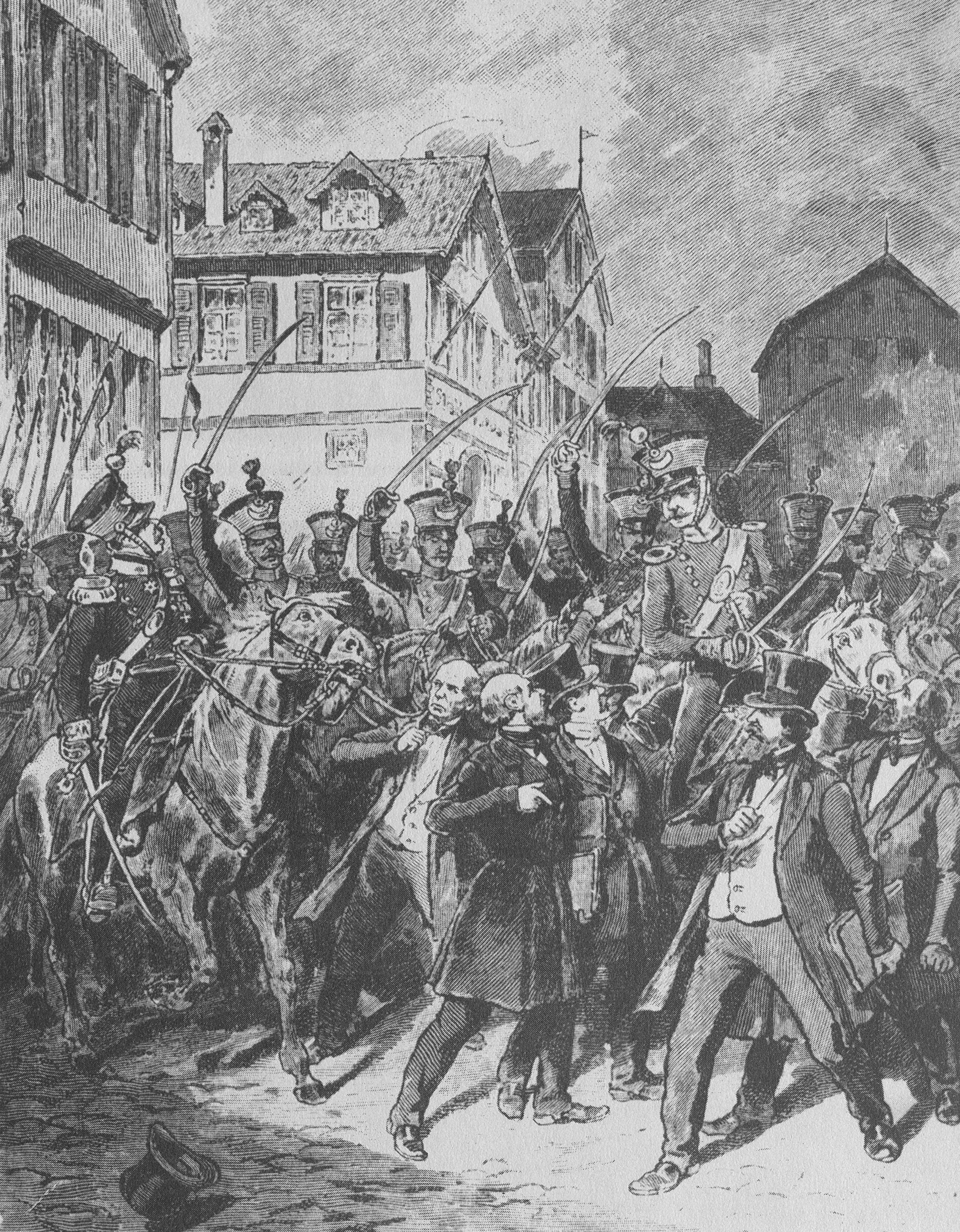
1849年6月18日、ヴュルテンベルク軍によるシュトゥットガルトの残部議会の解散

- 5月：五月蜂起が起こってドイツ国憲法戦役が始まり、ドイツ諸邦および諸地域において憲法を復活し、さらには共和国を建設しようと試みられる。革命勢力と反動勢力の間の対立により、国内は内戦状態に発展することとなる。ザクセンとバーデンのほか、プロイセン領ライン州（ドイツ語版）、隣接のヴェストファーレン州（ドイツ語版）（→1849年イーザーローン蜂起（ドイツ語版）、ヴェストファーレンにおける1848年革命（ドイツ語版））、バイエルン領ラインプファルツ（ドイツ語版）（プファルツ蜂起（ドイツ語版））等を中心にそれぞれ蜂起が起こる。
  - 5月3日〜9日：ドレスデン五月蜂起においてザクセン共和国が宣言されるが、プロイセン軍に鎮圧されて失敗に終わる。
  - 5月11日：ラシュタットのバーデン軍駐屯地において兵士の反乱が起こり、バーデン五月蜂起が始まる。
  - 5月13日：バーデン大公レオポルトが国外に亡命する[92]。
- 6月1日：バーデンにおいて共和国が宣言され、ロレンツ・ブレンターノ（ドイツ語版）が臨時政府の長に就く。プロイセン軍がバーデンへと進軍し始める。
- 6月6日〜18日：シュトゥットガルトにおいて国民議会の残存勢力がいわゆるランプ議会（ドイツ語版）（残部議会）として会合を続けるが、6月18日にヴュルテンベルク軍（ドイツ語版）により解散させられる。
- 7月23日：プロイセン軍がラシュタットを占領してバーデン革命（ドイツ語版）が終わり、ドイツにおける1848年革命に終止符が打たれる。
- 8月6日：オーストリアとサルデーニャ＝ピエモンテの間でミラノ講和条約が締結される。
- 8月23日：オーストリア軍がヴェネツィアの革命勢力の共和国を撃破する。北イタリアが再びオーストリアの手中に入る。
- 10月3日：コマーロムの要塞において最後まで抵抗していたハンガリーの革命勢力がオーストリアに降伏する。